# Cyclisme au mont Ventoux
Le cyclisme au mont Ventoux est pratiqué couramment, notamment dans le cadre du Tour de France. La position géographique peut rendre cette montée pénible en raison de la chaleur (le Ventoux est situé en Provence-Alpes-Côte d'Azur) et du mistral notamment (qui souffle à plus de 90 km/h 2 jours sur 3 sur le sommet, bien que le record de vent soit dû à un vent de sud à 320 km/h en 1967), en plus du profil raide.
L'apparence du mont est particulière avec cette forêt d'abord, puis un sommet dénudé plein de rocaille calcaire qui donne l'impression de neige éternelle, côté sud notamment. Au sommet, par temps clair, deux tables d'orientation permettent de voir le Comtat Venaissin et la Provence au sud et les Alpes côté est et nord-est.
Le mont Ventoux doit sa légende aux courses cyclistes qui s'y sont déroulées : Tour de France, Paris Nice et Dauphiné Libéré pour les plus connues. Sur le Tour de France, le mont Ventoux a été escaladé à 18 reprises, dont 10 fois comme théâtre de l'arrivée. Sur ces 10 arrivées au sommet, deux étapes ont été disputées sous forme de contre-la-montre.
Le sommet du mont Ventoux culmine de 1 909 m à 1 912 m d'altitude, selon les informations, à sa borne géodésique sous l'antenne ; cependant pour les cyclistes le sommet de la route est atteint à 1 897 m d'altitude.
En 2019, le Mont Ventoux Dénivelé Challenge, une course professionnelle sur route d'un jour dévolue aux grimpeurs, est créée. Elle est disputée le lendemain de la Santini Granfondo Mont Ventoux, une cyclosportive.

## Itinéraires

### Ascension sud
La route passant par Bédoin est la plus empruntée par le Tour de France et la plus emblématique des ascensions. À partir de la sortie du village, au rond-point (309 m) séparant les routes D19 et D974, ce sont 21,4 km et 1 588 m de dénivelé avec une pente moyenne de 7,4 % jusqu'au sommet de la route (1 897 m).
L'ascension débute à travers les vignes et les vergers pendant près de 6 km avec un début en pente douce, mais la difficulté s’accroît légèrement peu avant le hameau de Sainte-Colombe, avec des pentes proches de 5 et 6 %. Néanmoins, ces pentes sont encore faibles par rapport à la suite. En effet, lorsque l'on passe l'épingle de Saint-Estève (541 m), virage autrefois relevé au km 5,7, la rupture de pente est nette. L'épingle marque l'entrée dans la forêt et la pente se durcit, il faut mettre un braquet plus adapté, les 9,5 km séparant l'épingle du chalet Reynard sont à 9,2 % de moyenne. Entre le départ de la piste (782 m) du massif des Cèdres et le Pavillon de Roland, les pourcentages approchent les 11 % avec un maximum de 13 %. Au km 10,4, on arrive au virage du bois (991 m), la seule véritable épingle entre le virage de Saint-Estève et le chalet Reynard, car l'ascension dans la forêt est faite de lignes droites ponctuées de légères courbes. C'est juste après, au niveau de l'entrée (1 029 m) de la route forestière de Perrache que se trouve le seul endroit dans la forêt d'où on peut voir le sommet, ailleurs les hêtres et les conifères bouchent la vue. Plus loin, on compte un dernier passage plus pentu dans la forêt : un passage avec des barrières métalisées sur le côté de la route, quelques hectomètres après le jas des Melettes. À ce niveau on passe d'une forêt de feuillus à un bois de pins à crochets. Toutefois, dans des pourcentages aussi difficiles et avec aussi peu de répit dans le tronçon de la forêt, on peine parfois à distinguer des passages plus durs que les autres. Les derniers hectomètres avant le chalet Reynard sont plus « doux » et permettent de souffler. Au chalet Reynard (1 417 m), au km 15,2, on rejoint les cyclistes ayant démarré de Sault. À partir de ce chalet, il reste près de 6,2 km avec des cailloux à perte de vue. Les pourcentages sont moindres par rapport à la forêt mais on est parfois exposé au vent, à la chaleur en absence de végétation et à l'oxygène qui se raréfie pour ceux qui ne sont pas habitués à la montagne.
Le répit du chalet Reynard est aussitôt suivi d'une rampe à 8 %, mais la pente s'adoucit avec un peu plus de 6 % de moyenne sur le kilomètre suivant, passant devant la fontaine de la Grave (1 516 m). Les 3 km qui suivent oscillent entre 7 et 8 %, avec une difficulté progressive, puis elle monte sérieusement d'un cran pour les deux derniers kilomètres de l'ascension. La difficulté est progressive avec de larges courbes. Au kilomètre 20 environ, on passe devant la stèle dédiée à Tom Simpson, cycliste britannique décédé le 13 juillet 1967 sur le Tour de France d'un collapsus cardiaque. La stèle d'un cyclotouriste et capitaine de route des Audax Français, Pierre Kraemer dit le Gaulois, mort le 2 avril 1983 un peu plus loin, rajoute au caractère tragique de cette ascension. Après ces deux plaques, le final devient nettement plus difficile, surtout au passage du col des Tempêtes (1 829 m) un peu plus loin, un des passages les plus durs du Ventoux tous versants confondus, qui marque le retour de pentes proches de 10 % et où l'exposition au vent est encore plus forte que précédemment. Il faut enfin passer un ultime virage en moulinant ou en se mettant en danseuse avant de parvenir devant la boutique (1 897 m) sous l'antenne.
Dans le magazine Le Cycle hors-série de juillet 2005, Eddy Merckx a dicté ses impressions sur cette ascension : « C’est un col vraiment particulier avec très peu d’ombre à partir du Chalet Reynard. En plus de la chaleur, il arrive que l’on doive aussi lutter contre le vent après ce lieu-dit. L’ascension par Bédoin est plus dure que celle de Malaucène, par le versant Nord. Mais, ce col n’est jamais une partie de rigolade ! C’est un col mythique. J’en garde un bon souvenir notamment grâce à ma victoire d’étape lors du Tour 1970. »

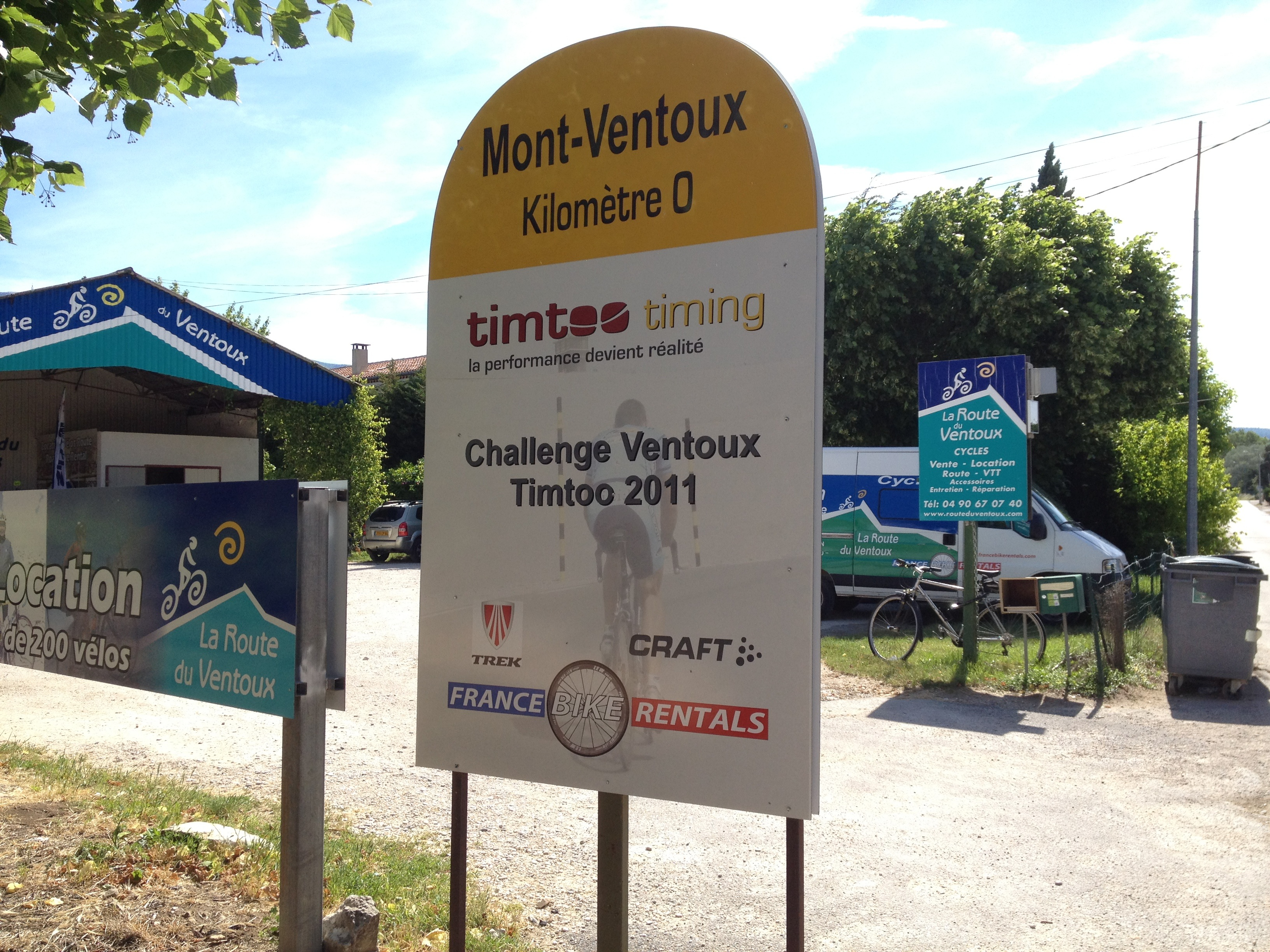
Kilomètre 0 de l'ascension du mont Ventoux, à Bédoin.
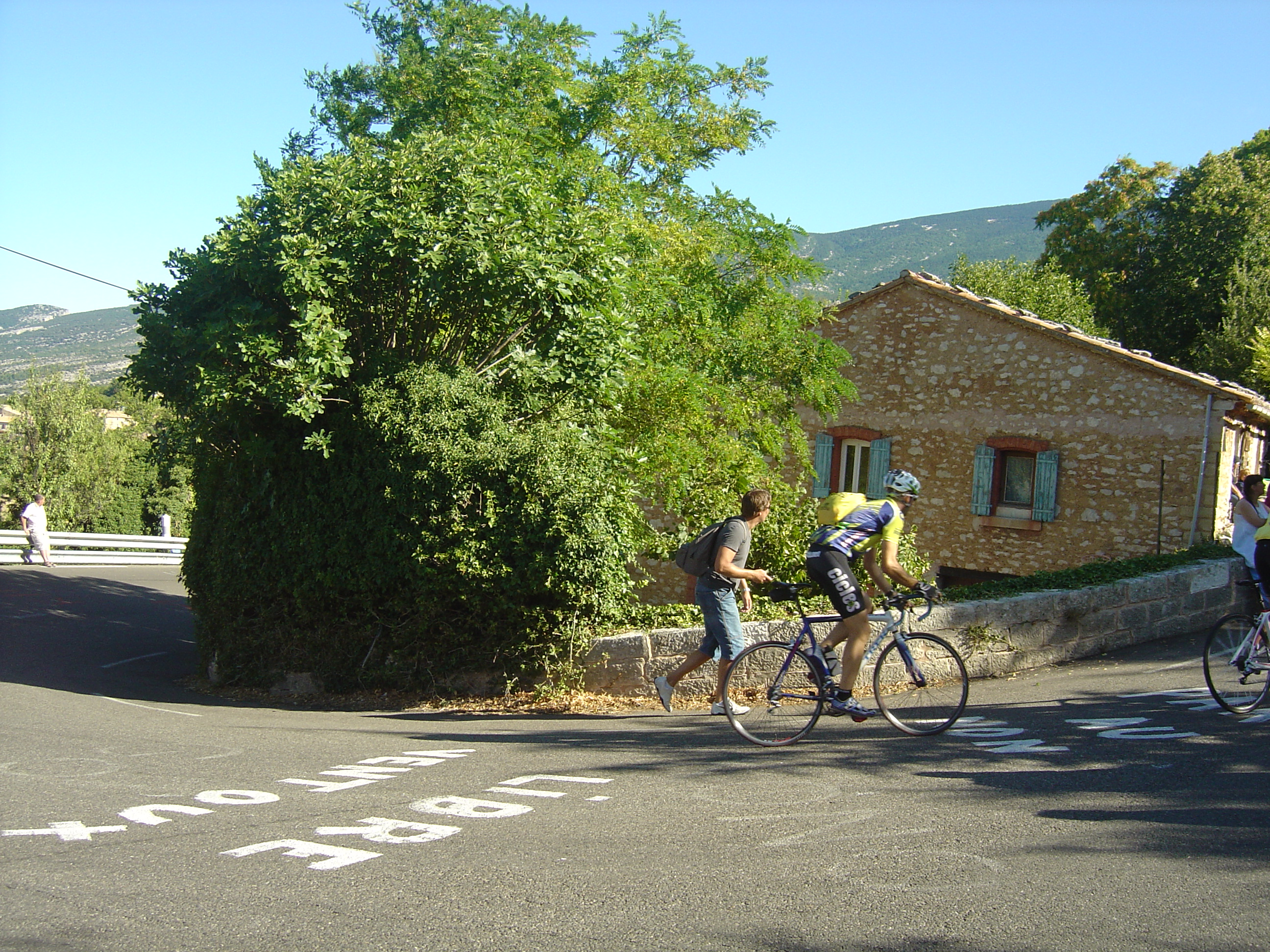
Épingle du Saint-Estève au km 6.
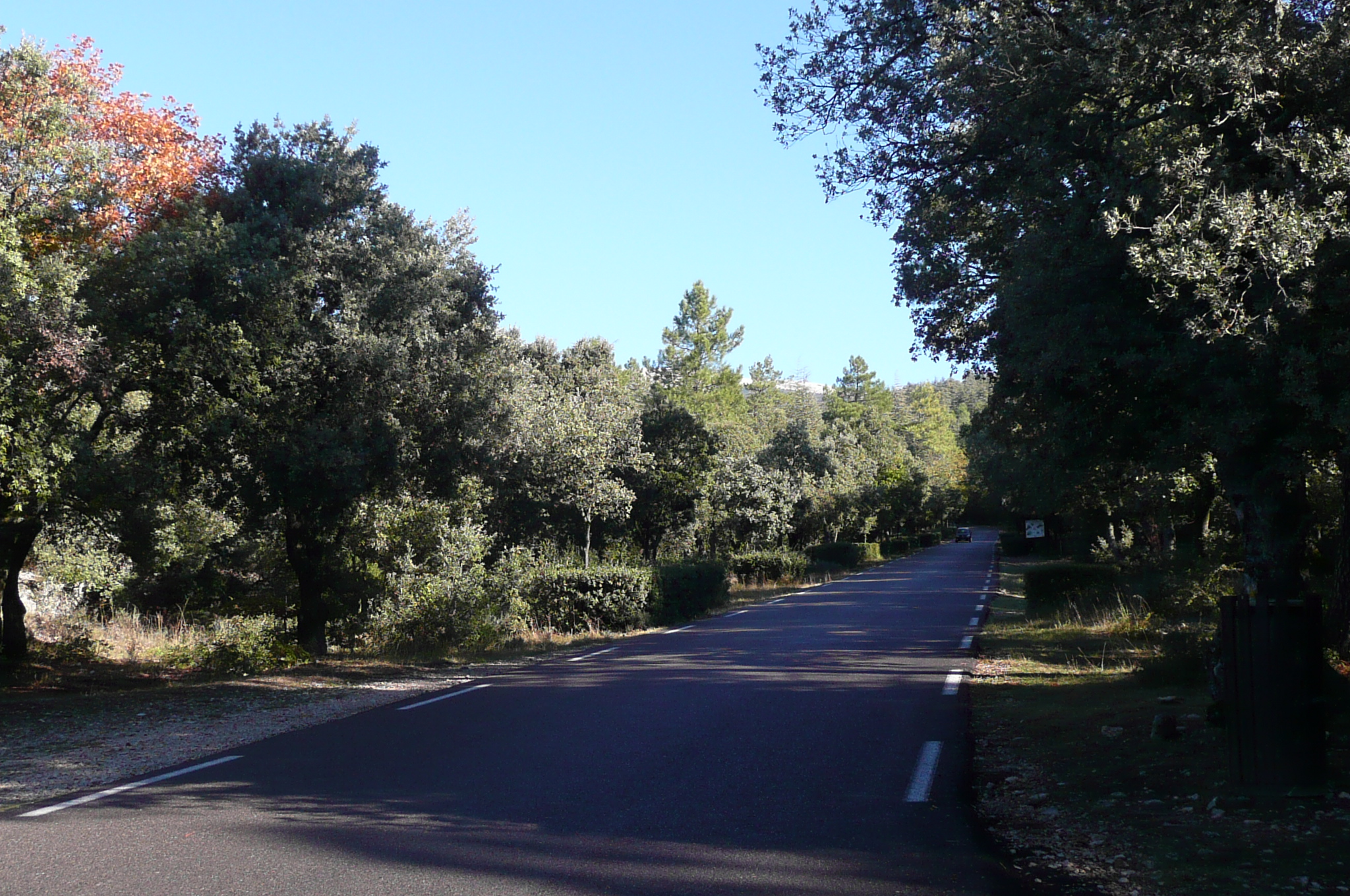
Début des vraies difficultés peu après le virage du Saint-Estève.
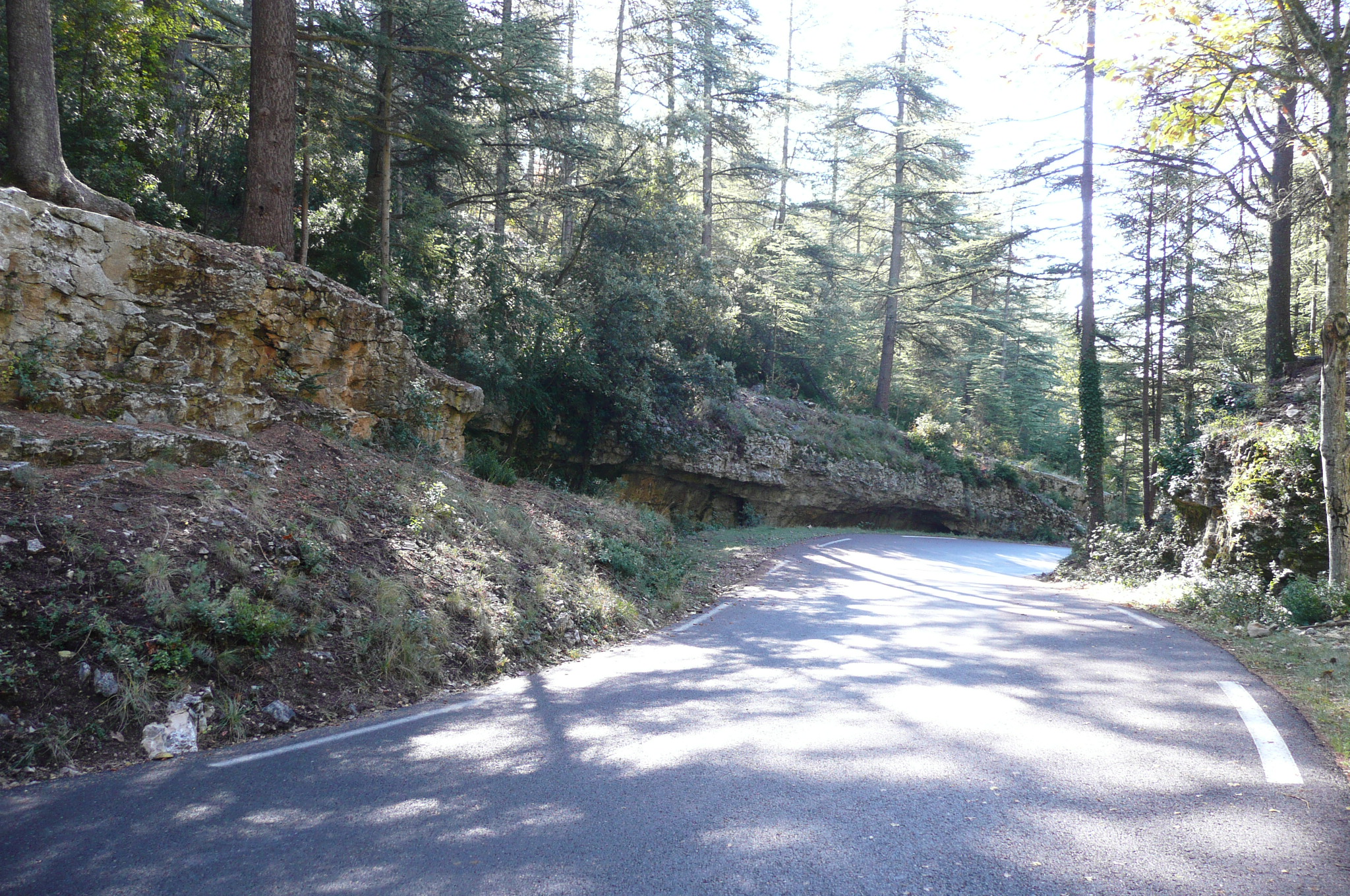
Courbe difficile au km 7, pente à 10 %.
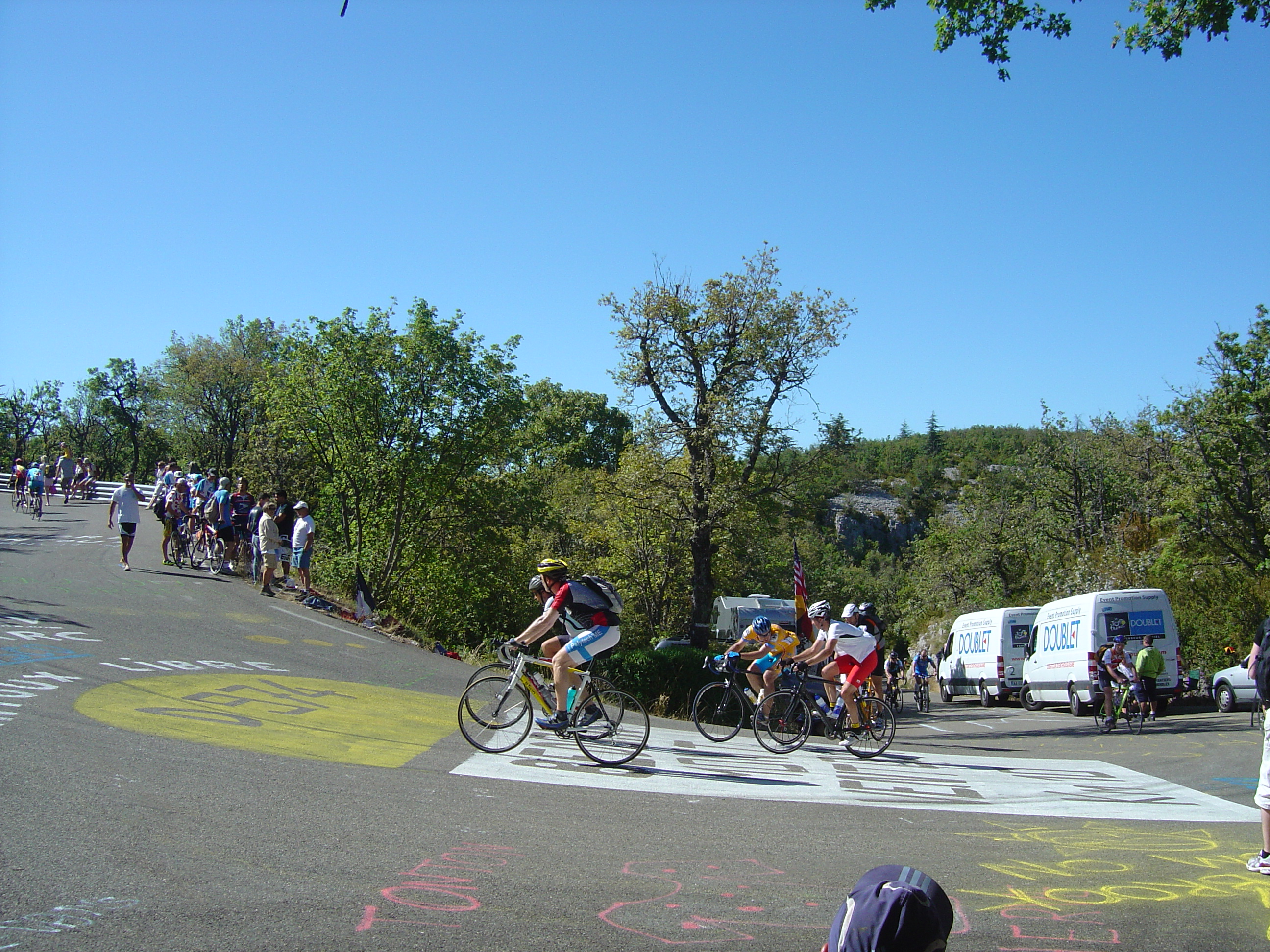
Virage du Bois le matin de l'arrivée du Tour le 25 juillet 2009.
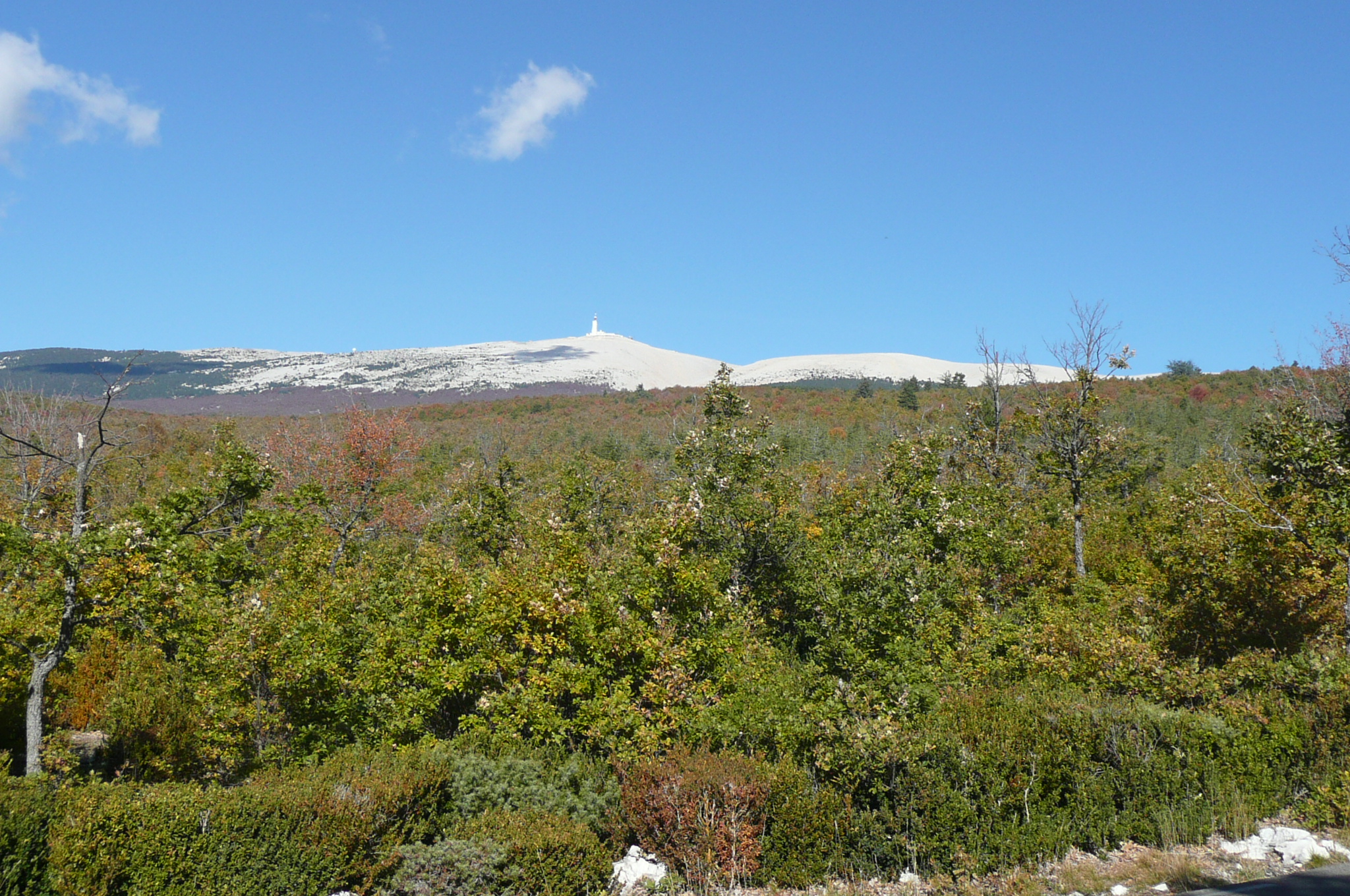
Vue sur le sommet entre le virage du bois et la route forestière de Perrache.
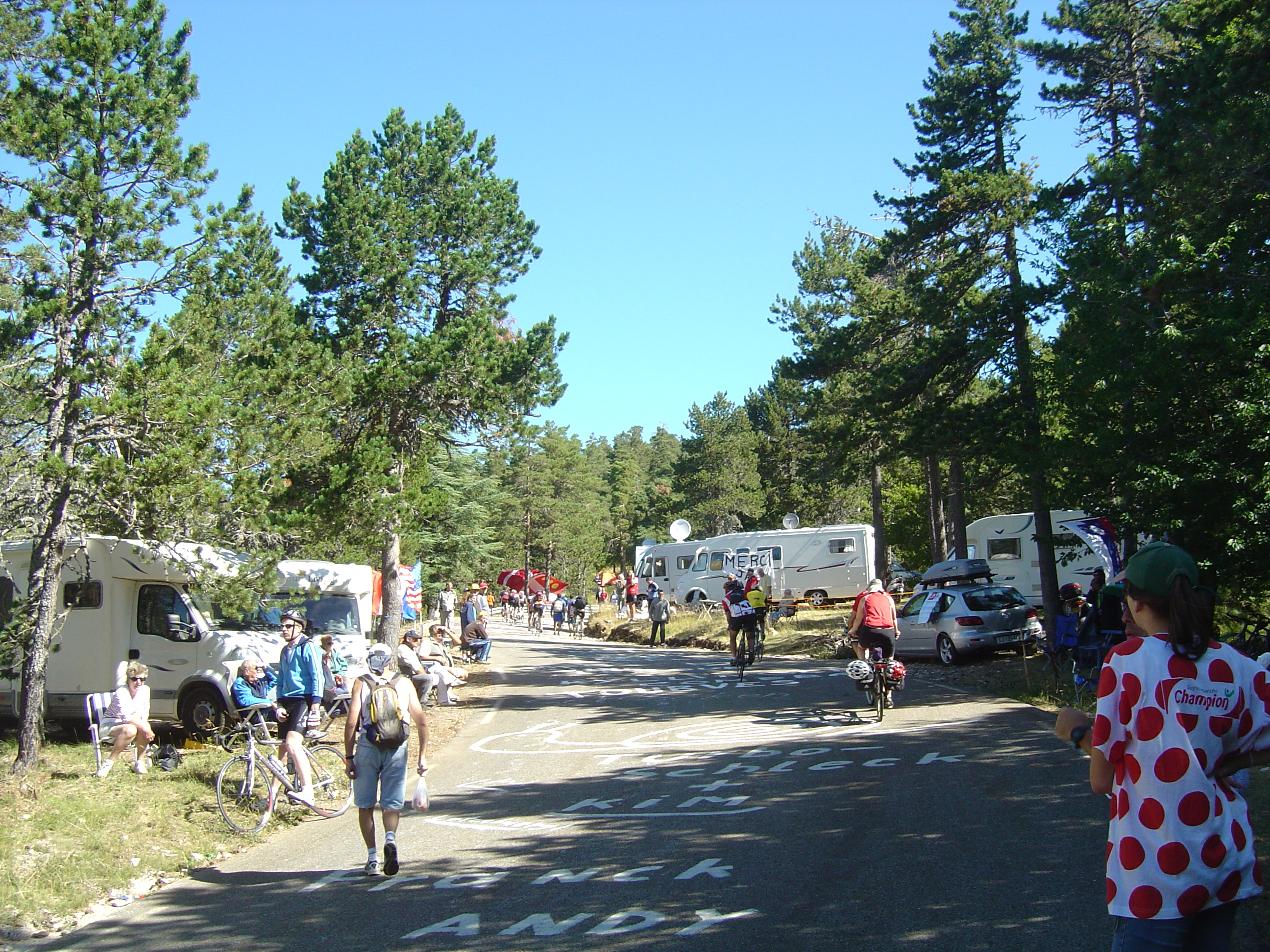
Végétation plus clairsemée à environ 1,5 km du chalet Reynard. Pins à crochets.
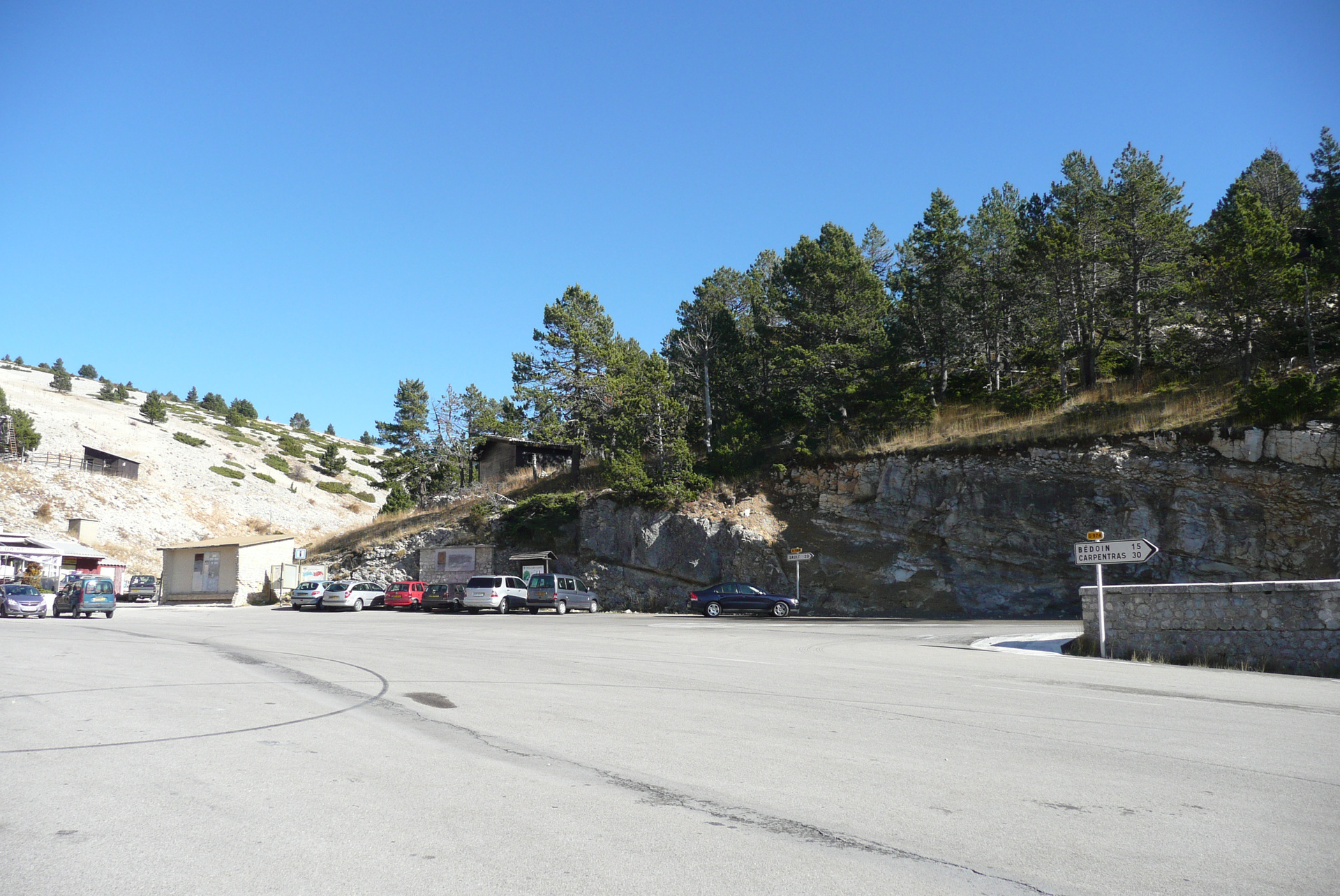
Croisement entre les routes de Sault et Bédoin au chalet Reynard.
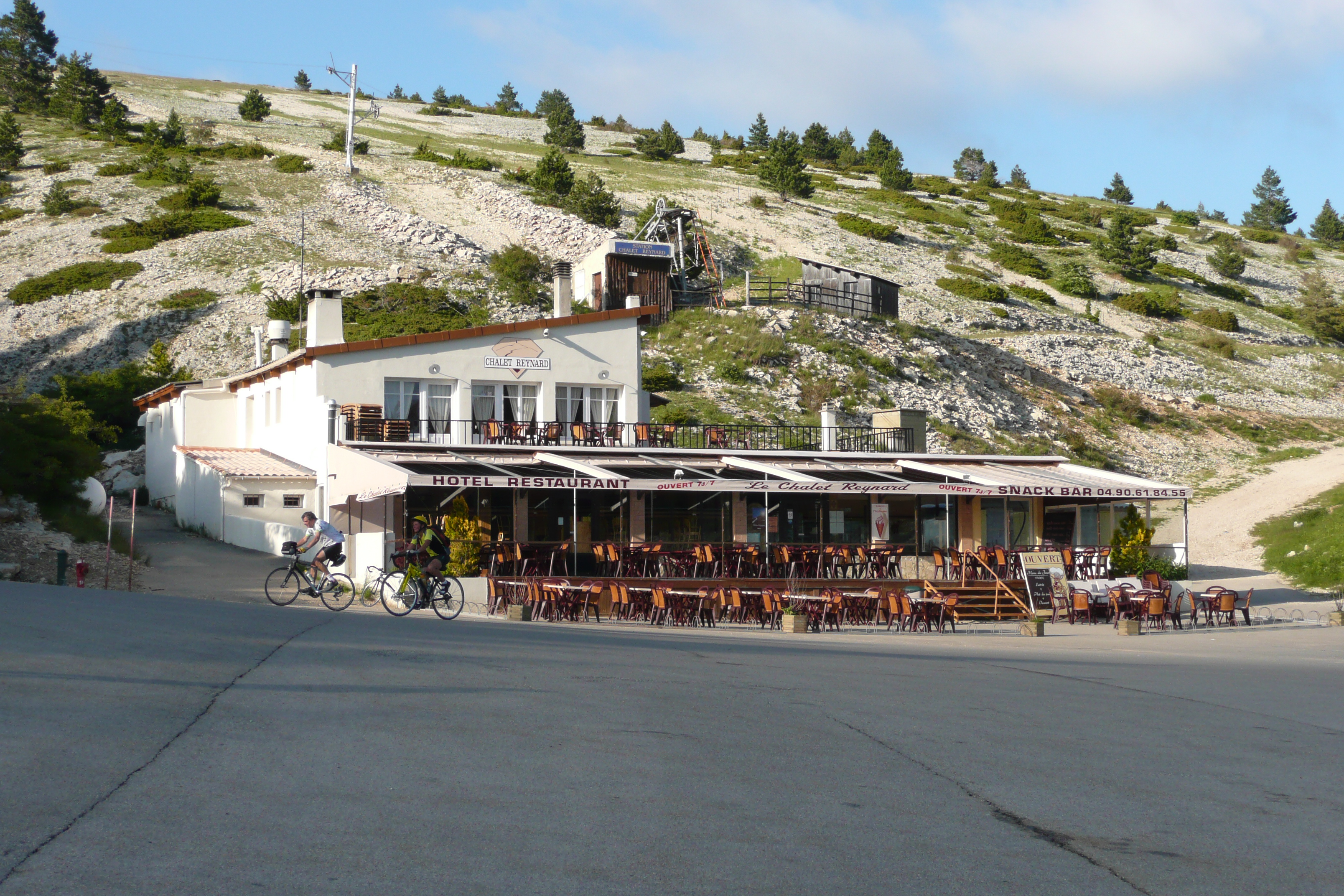
Le chalet Reynard (1 417 m).
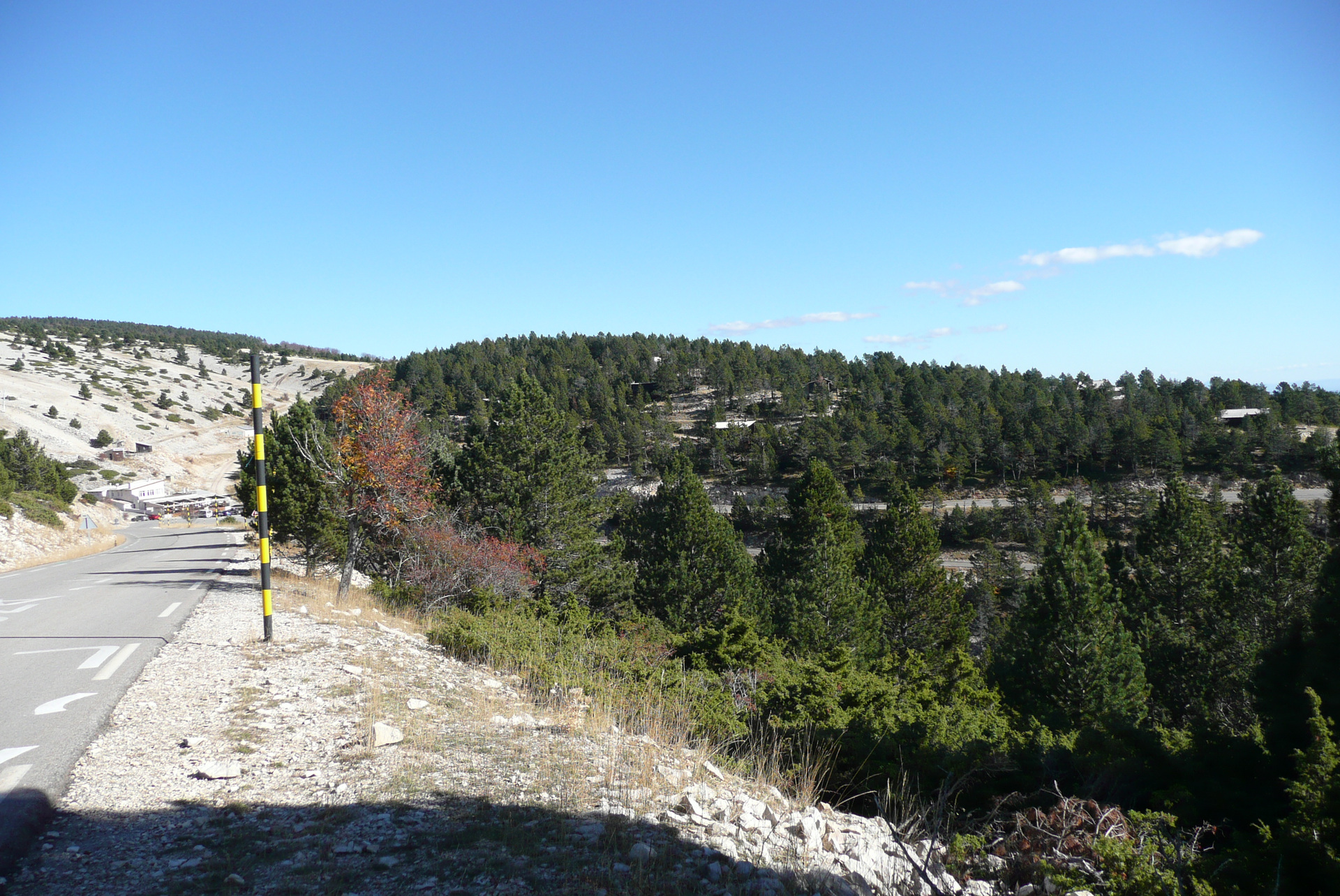
Vue sur le chalet Reynard de plus haut.
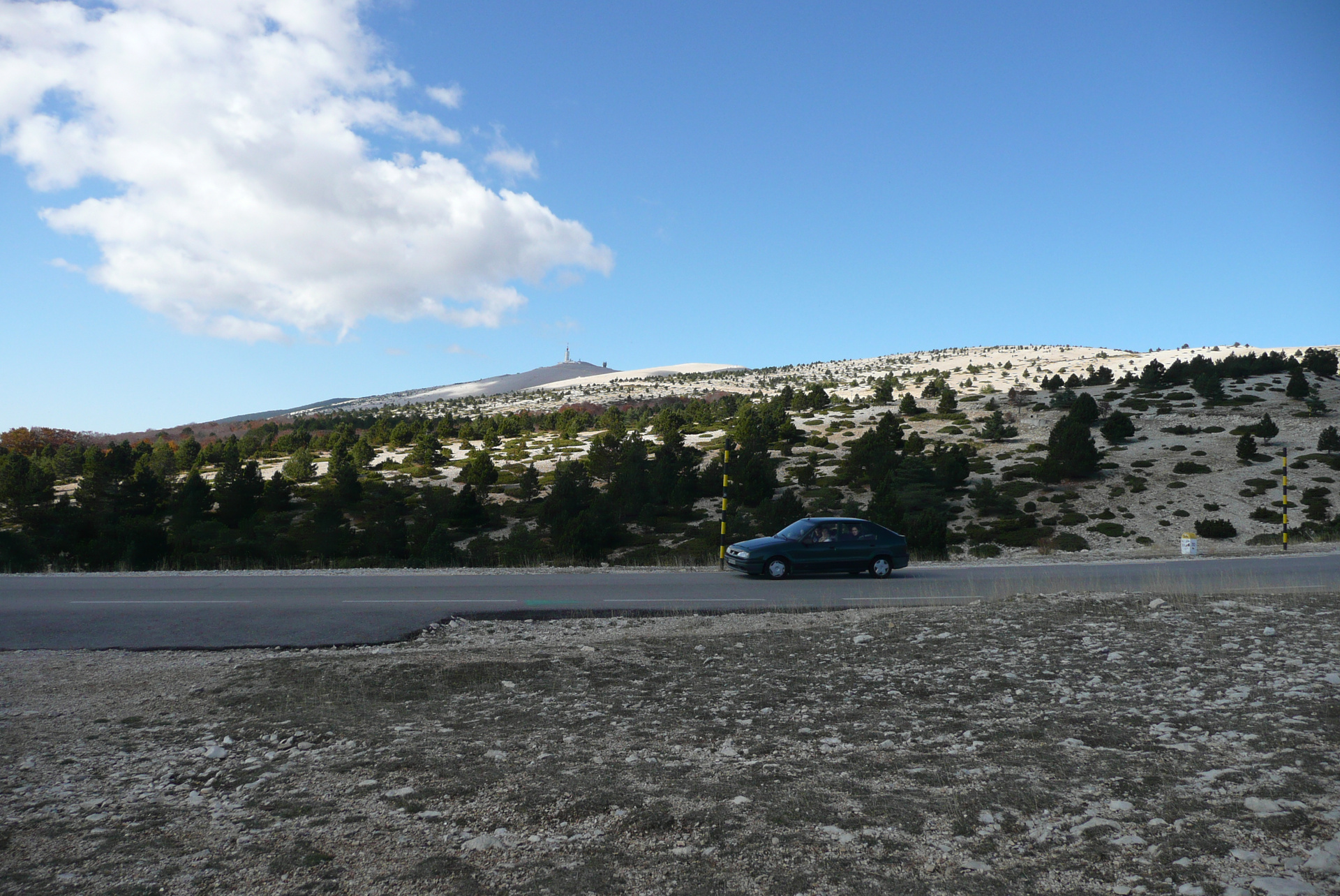
Vue sur le sommet après le chalet Reynard.
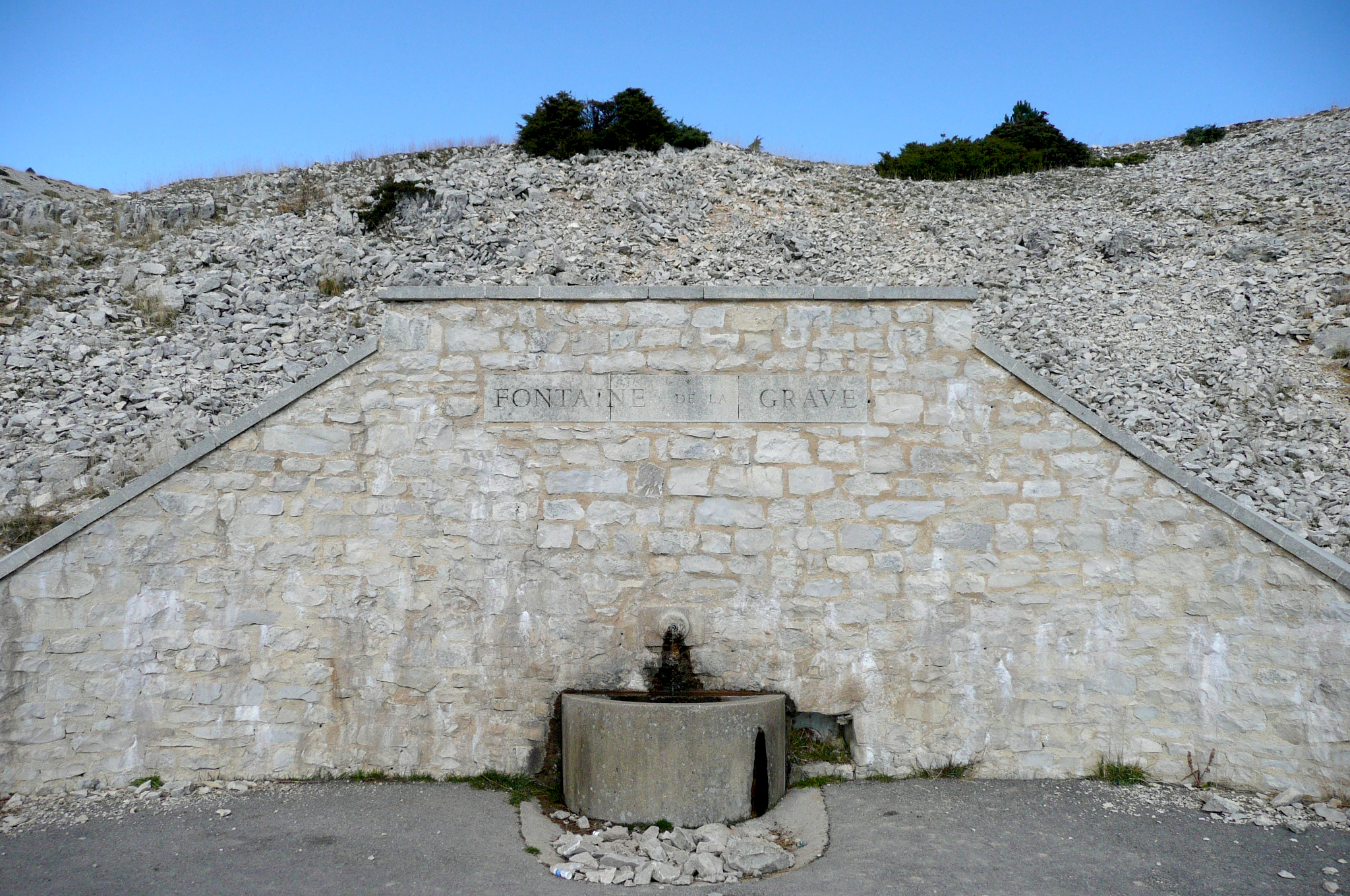
La fontaine de la Grave (1 516 m).
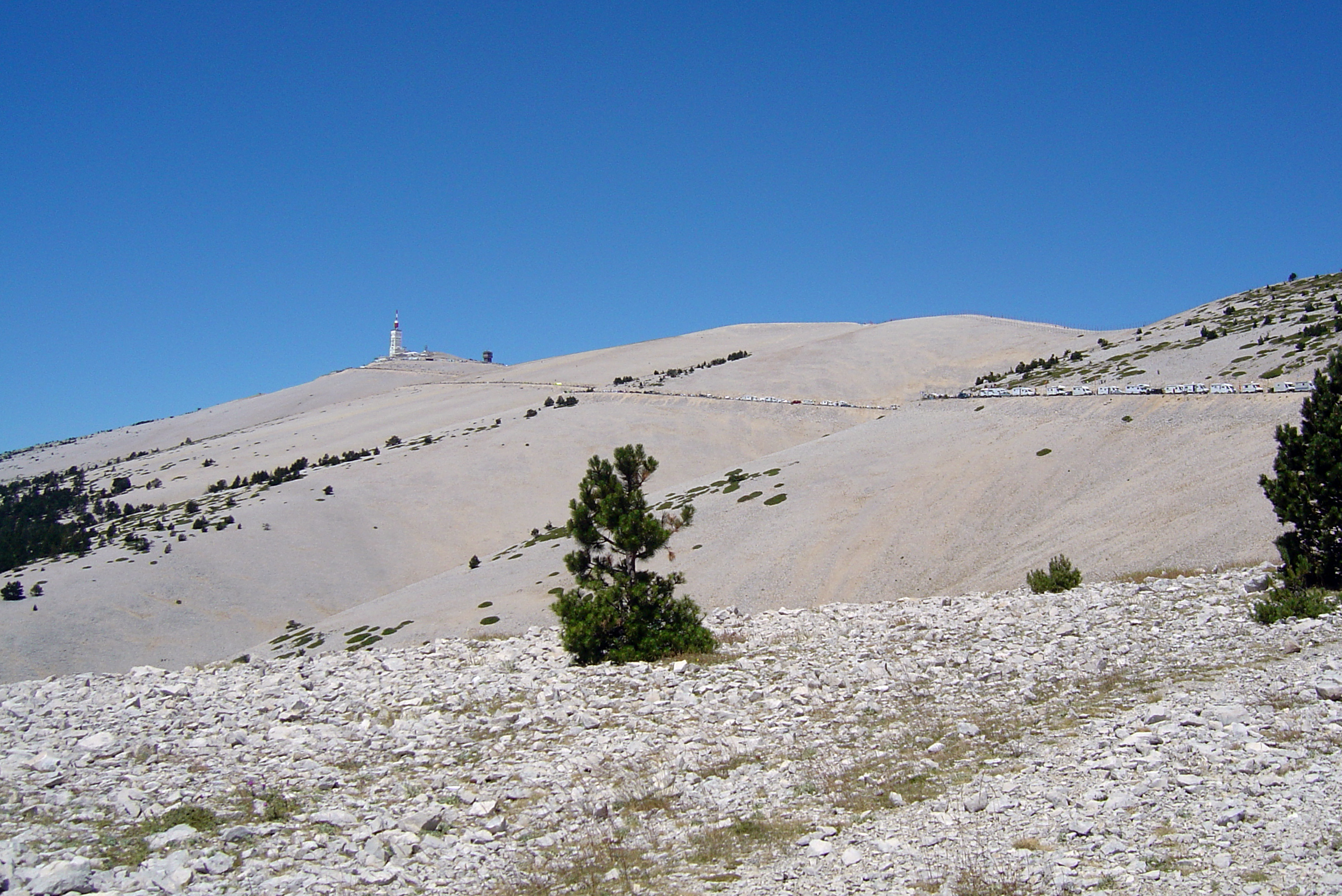
D974 sud et est à environ 3 km du sommet.
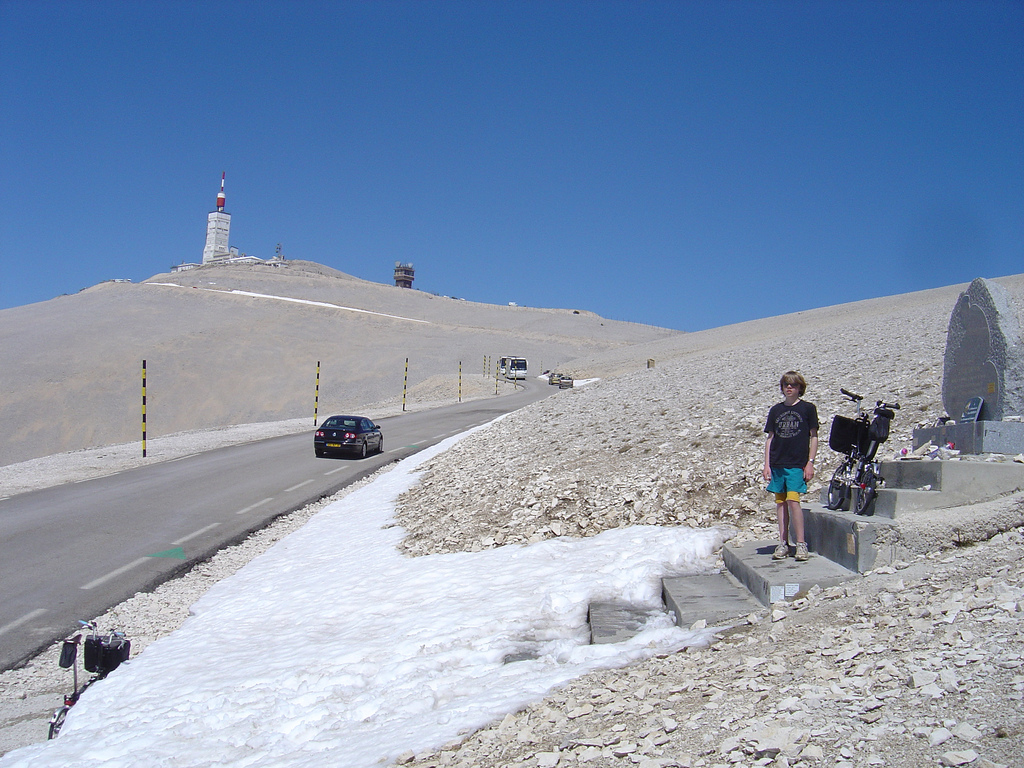
Stèle Tom Simpson.
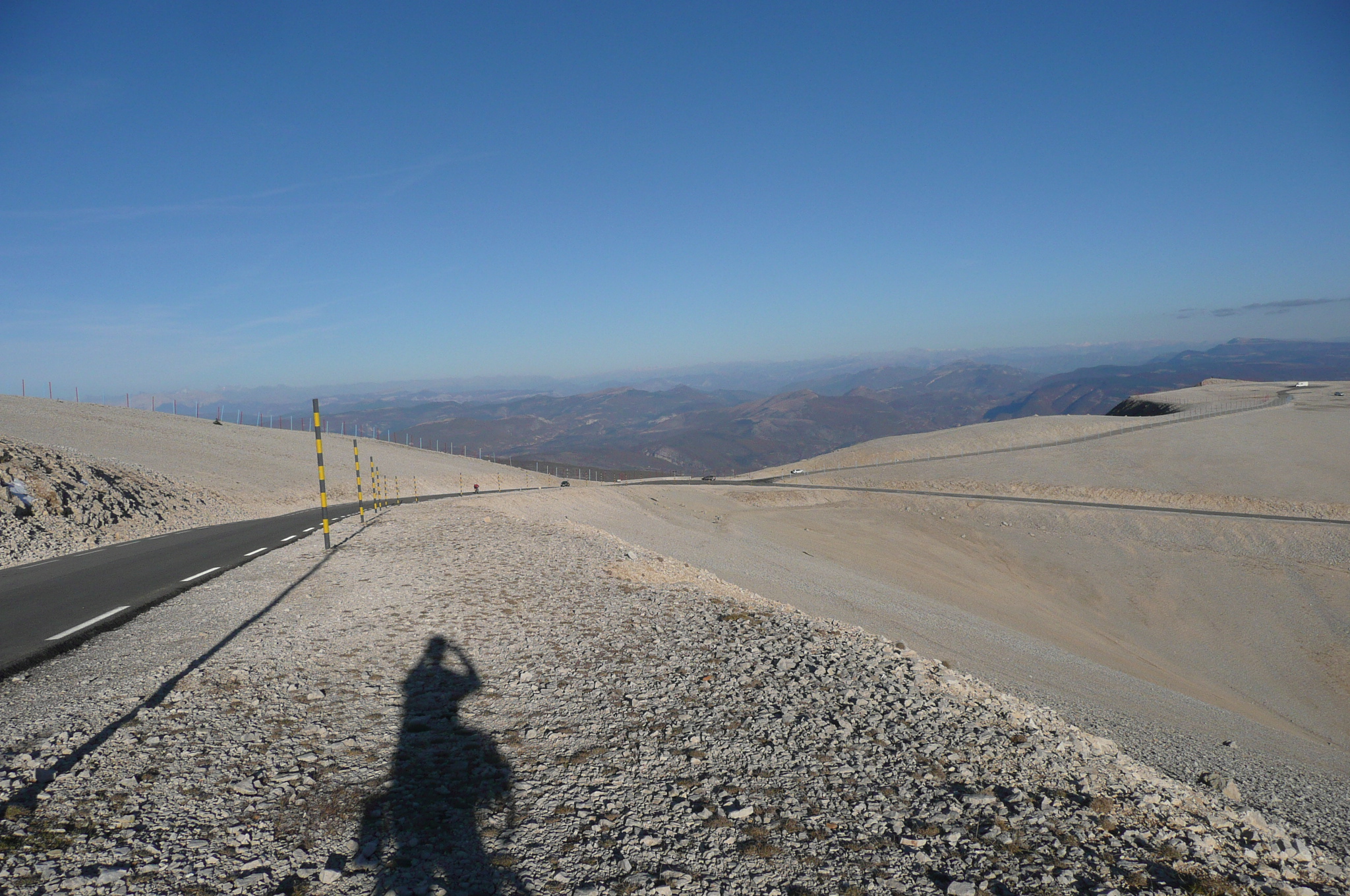
Col des Tempêtes plus bas.
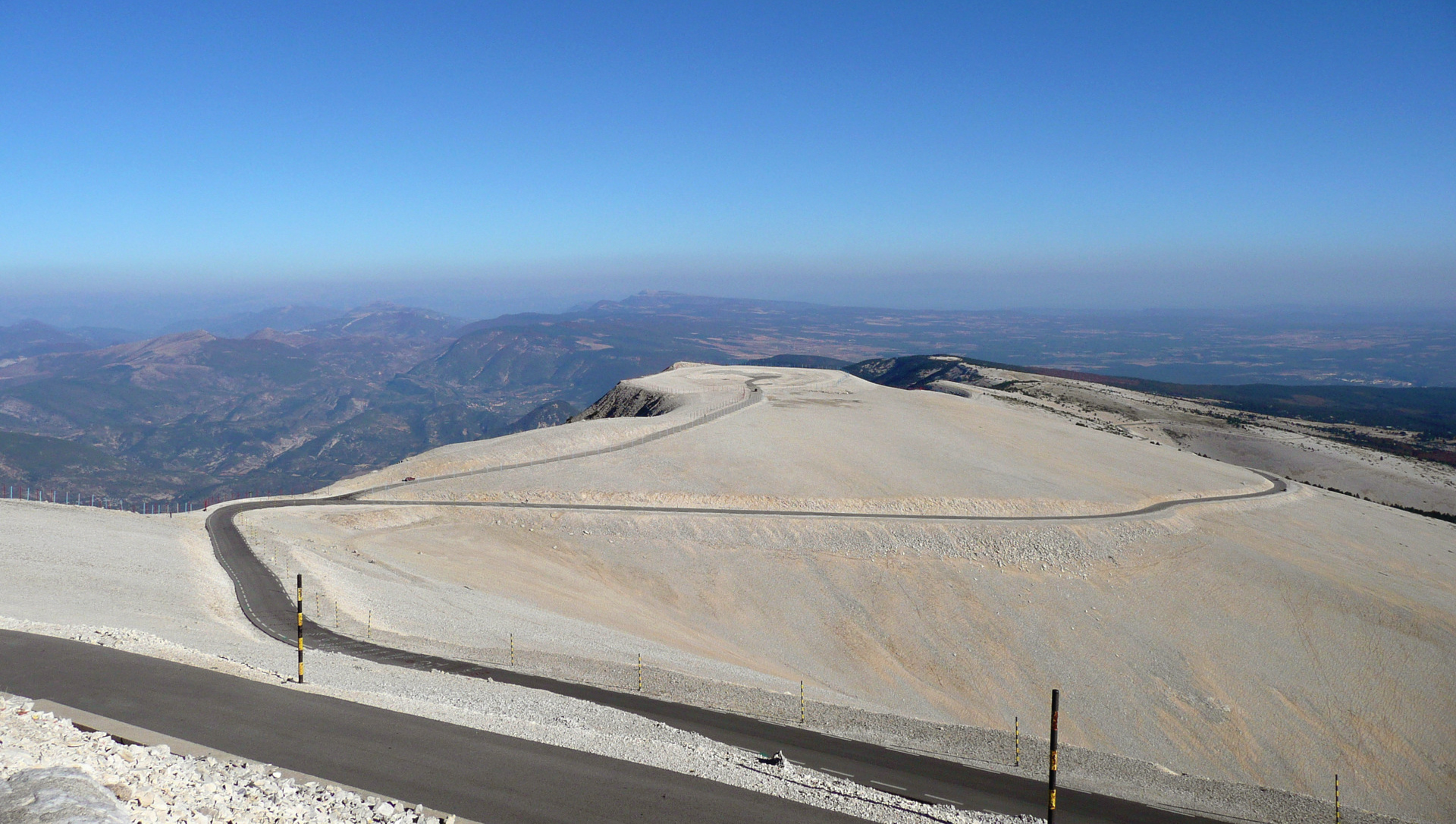
Crête versant sud et col des tempêtes vus depuis le sommet.

### Ascension nord
Le deuxième itinéraire possible est celui-qui démarre de Malaucène, au carrefour (329 m) entre la D938 et la D974 avec 21,05 km à 7,4 % de moyenne. La différence par rapport au versant sud est l'irrégularité de la pente malgré des chiffres comparables. Ce versant présente des passages difficiles mais également des replats notables. Il est aussi moins mythique, le Tour de France ne l'ayant grimpé que deux fois en 1951 puis 1972.
L'ascension débute par des pentes à près de 6 % sur le premier kilomètre mais déjà un premier replat apparait avant d'arriver à la source du Groseau (399 m). Après avoir dépassé celle-ci, après un peu moins de 1,5 km de montée, la difficulté se corse sur les trois kilomètres qui suivent avec un d'abord une première portion de 500 m à environ 7 % puis de fortes pentes variant entre 8,5 et 11 %. Cependant, après un peu plus de 4,5 km d'ascension et une petite aire (669 m), les pourcentages deviennent plus roulants durant les 4,5 prochains kilomètres, avec une route à découvert longeant notamment la combe de Brame-Fam et avec des pentes variant entre 3,5 et 7 % à l'exception de deux courts passages à 10 et 10,5 % au niveau de la Tête des Mines, à près de 800 m d'altitude. Ce long répit prend fin après le gîte forestier des Ramayettes, après un peu moins de 9 km de montée. Et lorsque l'on arrive au belvédère (972 m) suivant au km 9,65, la pente se durcit encore plus car sur les 3,5 km kilomètres qui suivent, la moyenne de la pente est approximativement de 10 % avec de surcroît des pentes rectilignes et des portions à 12 et 13 %. La ligne droite longeant les rochers des Rams, avec des poteaux jaunes et noirs sur le côté de la route est particulièrement difficile, avant d'arriver à une citerne et au parking des Près de Michel (1 143 m). Le sommet du Ventoux, pas visible à Malaucène, apparait clairement sur la droite. Qui plus est, avec de tels pourcentages, la ligne droite suivante permet d'effectuer de belles pointes de vitesse dans le sens contraire en descente. Mais après ces 4 kilomètres durs, on rencontre un nouveau répit sur un peu plus de 1,5 km, avec une pente de plus en plus roulante pour parvenir jusqu'au mont Serein et au chalet Liotard (1 432 m) au kilomètre 15,15. On rentre à nouveau dans la forêt. Suivent 300 mètres de plat avant une rupture brutale de pente, une portion difficile de quelques hectomètres avec un pourcentage maximum de 11 %, avant d'arriver à une épingle (1 525 m) avec une barrière qui ferme la route en hiver et marque la fin de la principale piste VTT du massif. À partir de là on rencontre un nouveau répit de quelques hectomètres mais il faut songer que les 1 500 m d'altitude ont été dépassés et que le manque d'oxygène peut se faire sentir dans le coup de pédale pour les non habitués. Quelques trouées dans la forêt permettent d'apercevoir la station de ski du mont Serein plus bas ainsi que la montagne de Bluye. Dans les trois derniers kilomètres, on sort de la forêt pour rentrer dans la partie sommitale avec les cailloux. C'est assez dur, avec des moyennes approchant les 8 et 9 %. Seule l'épingle qui donne accès au radar militaire permet un dernier palier.

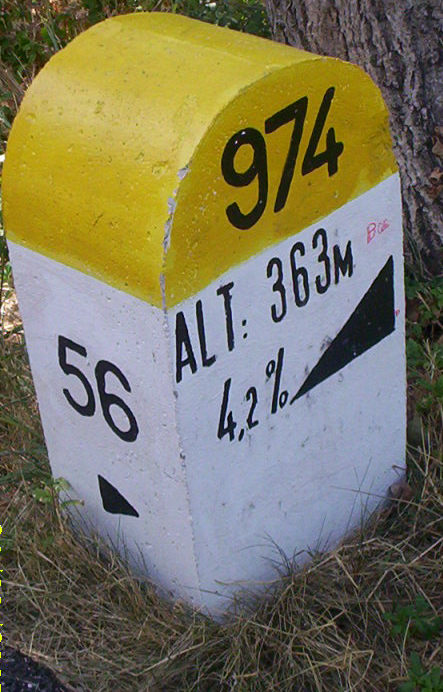
Ancienne borne du premier km de l'ascension.
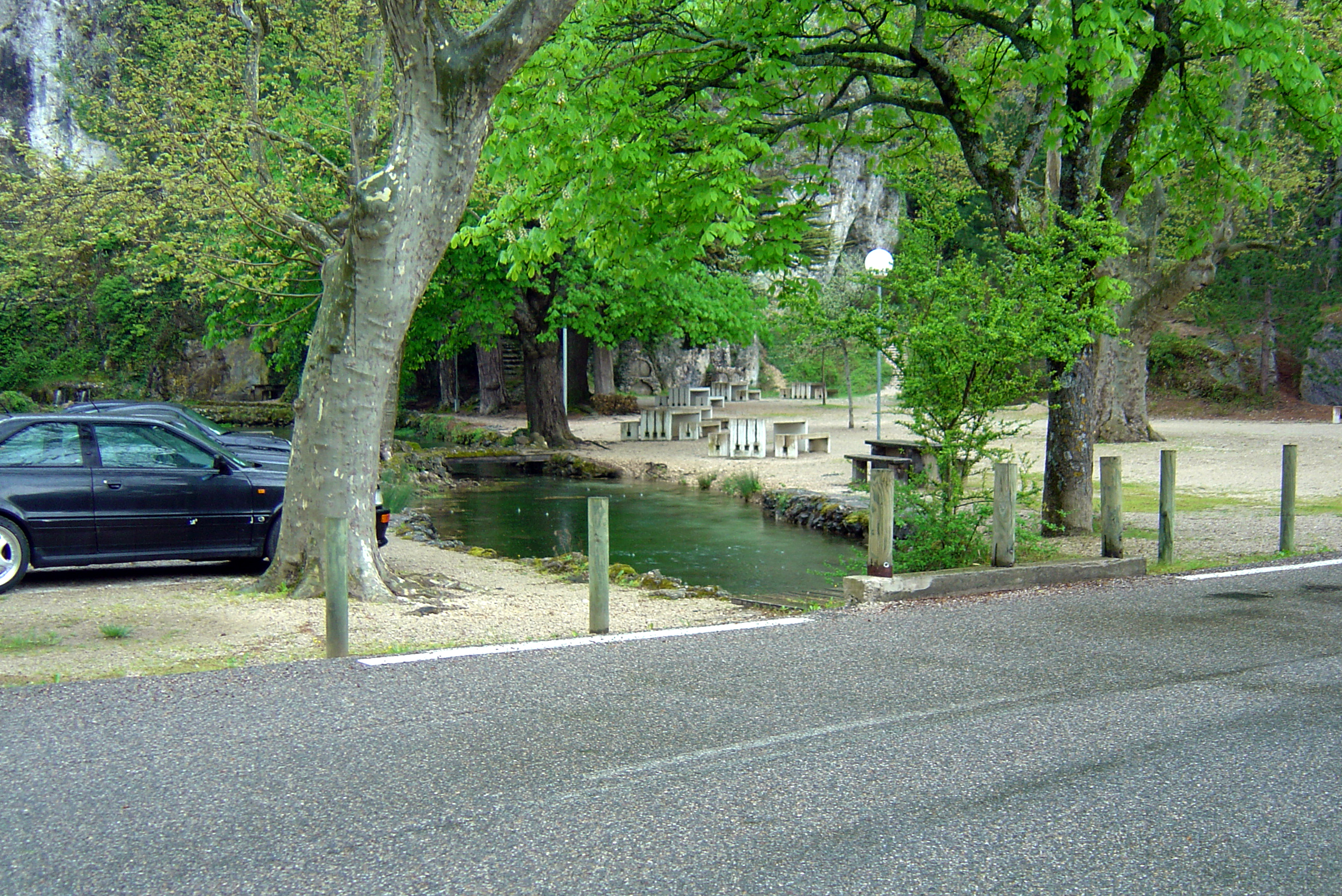
Source du Groseau.
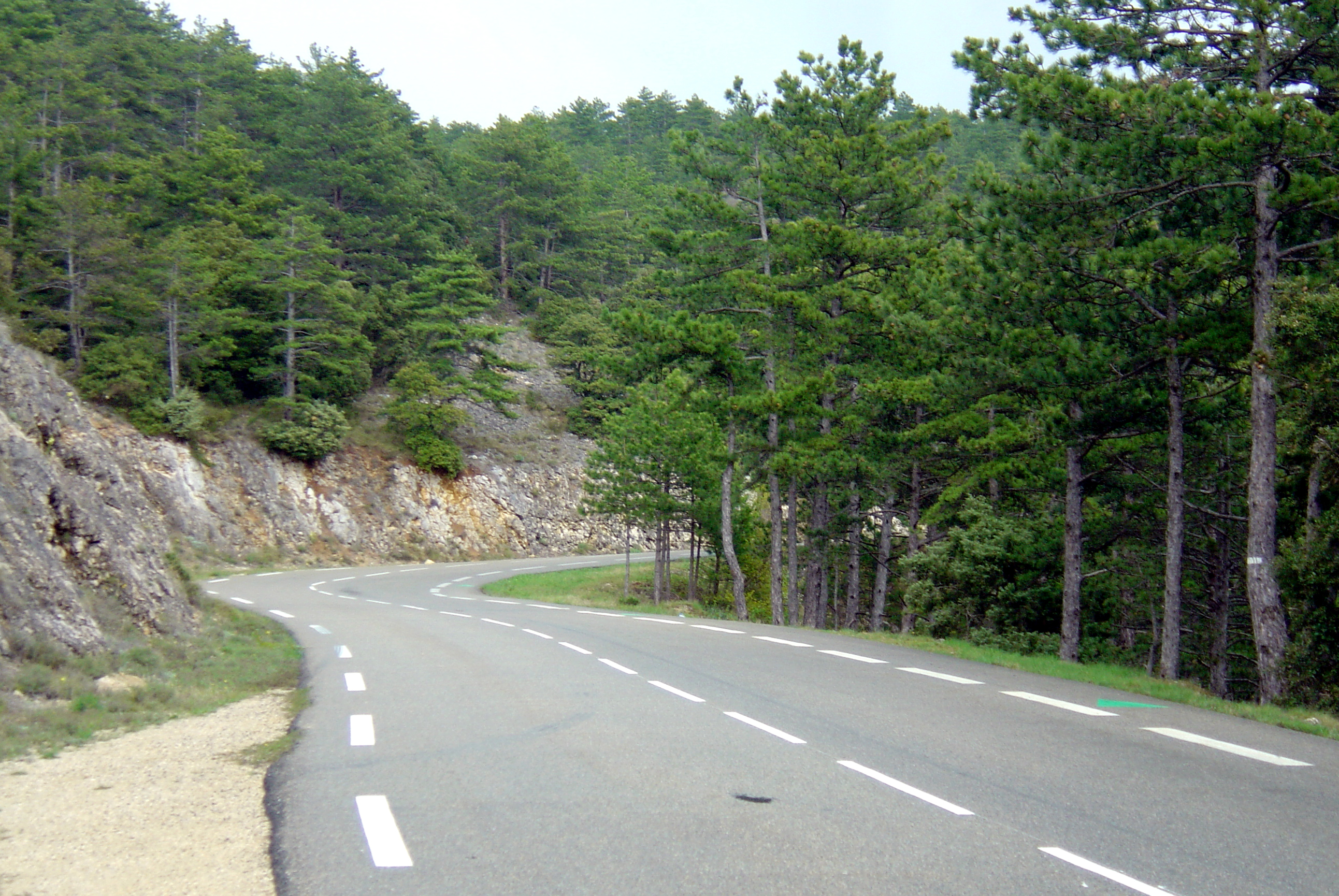
km 3,5, pente à environ 9,5 %.
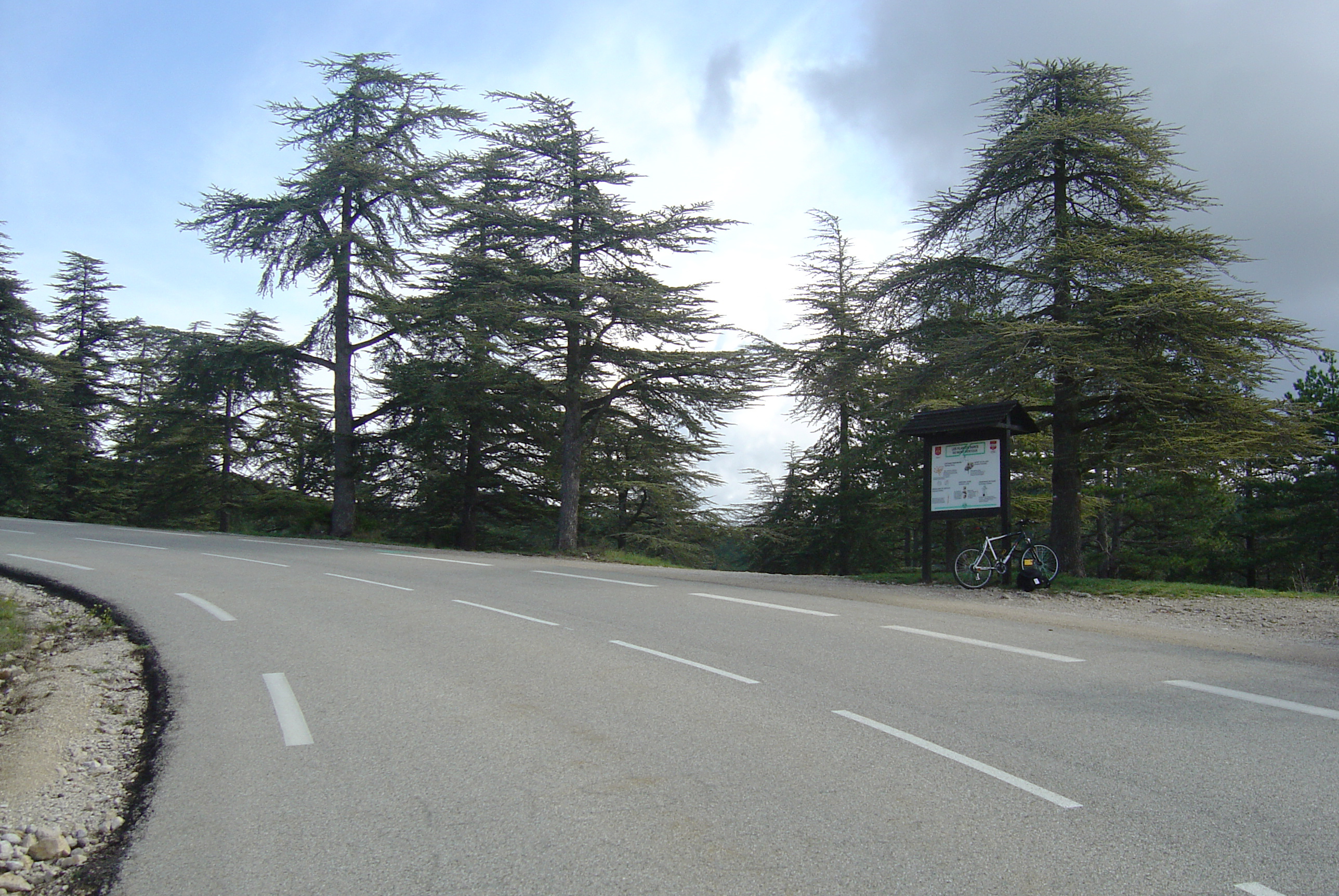
Répit de quelques km à partir de ce panneau au km 4,6.
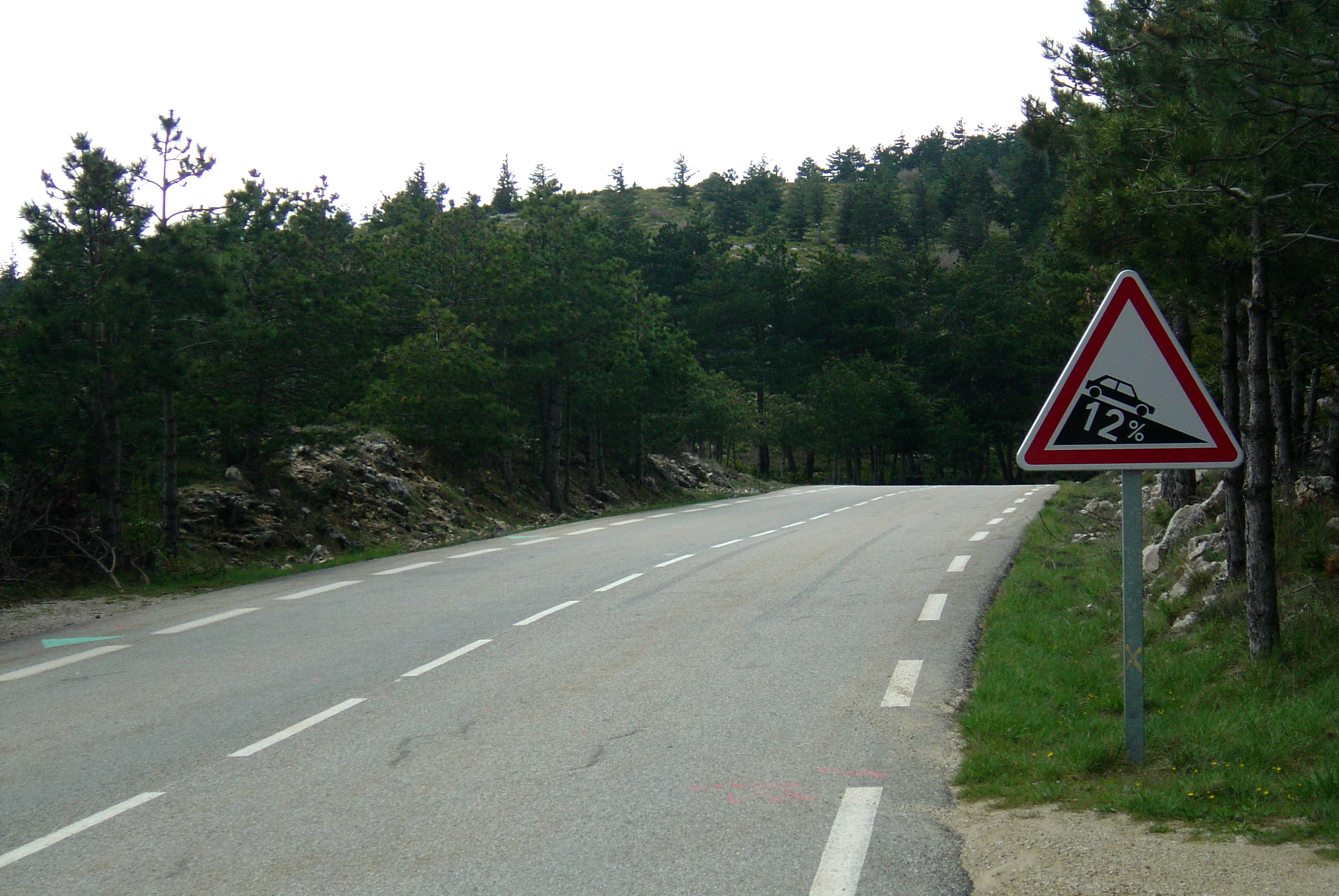
Court passage difficile au niveau de la Tête des Mines.
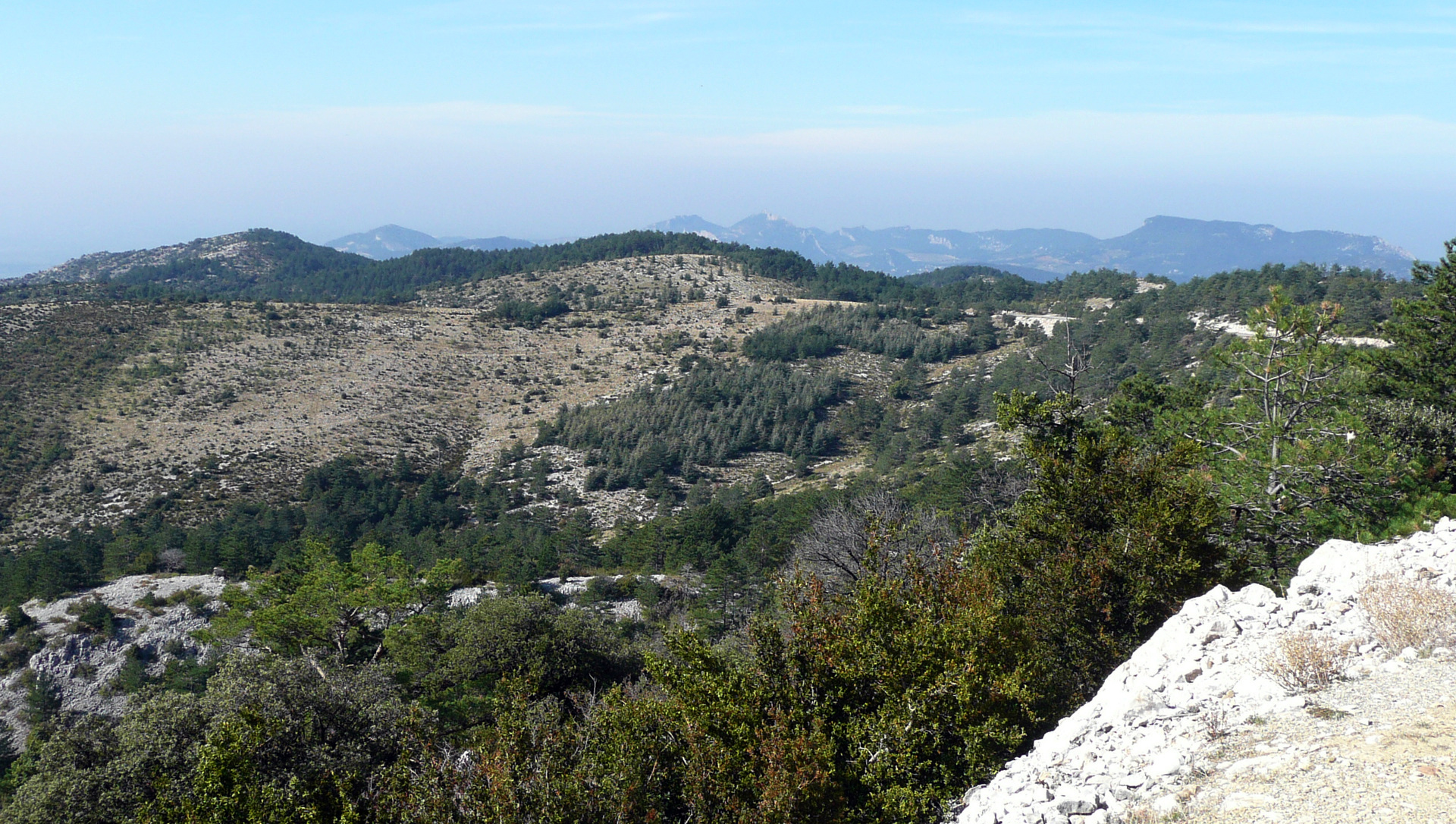
Vue entre la Tête des Mines et le gite forestier des Ramayettes.
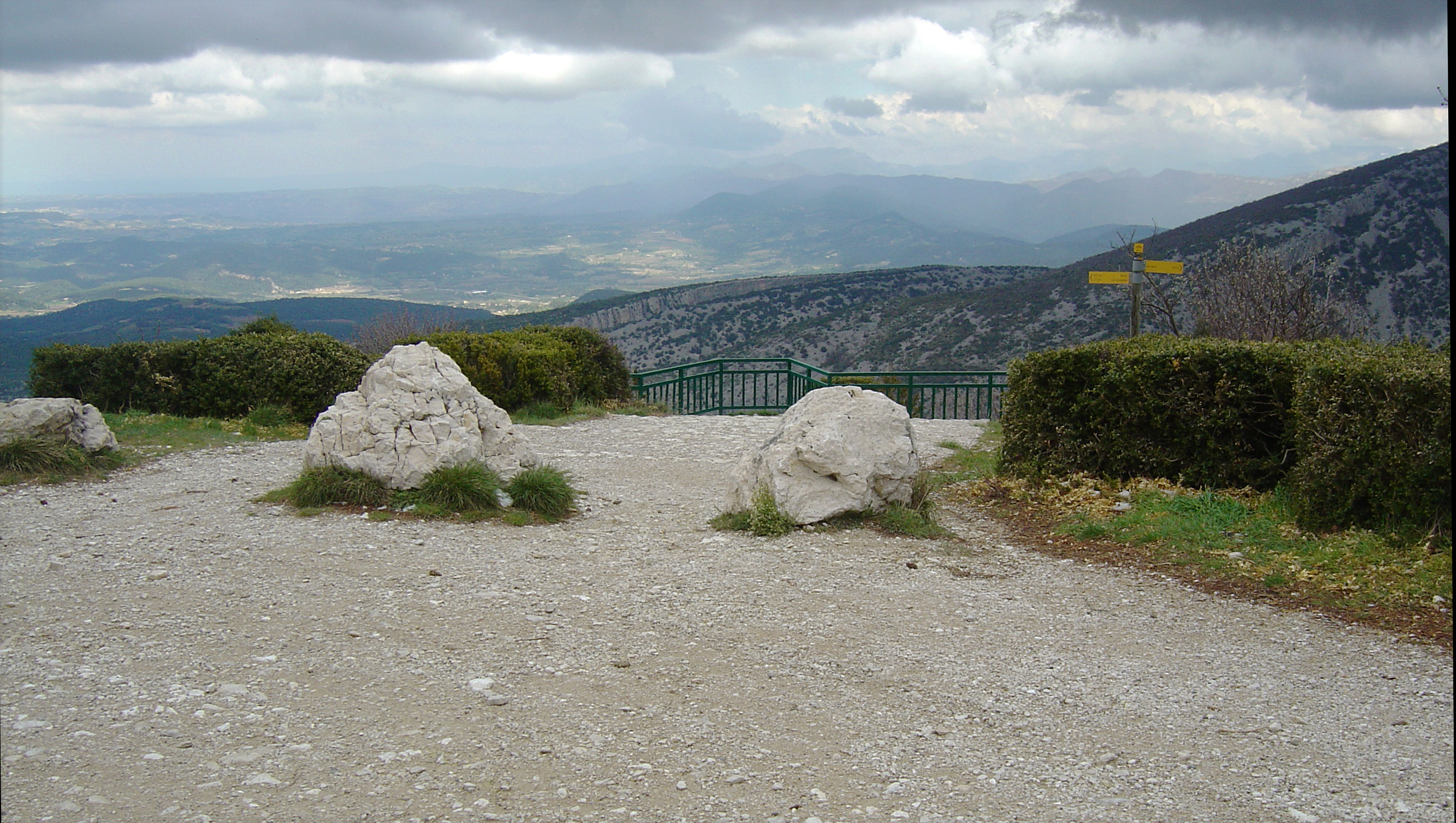
Le belvédère au km 9,65.
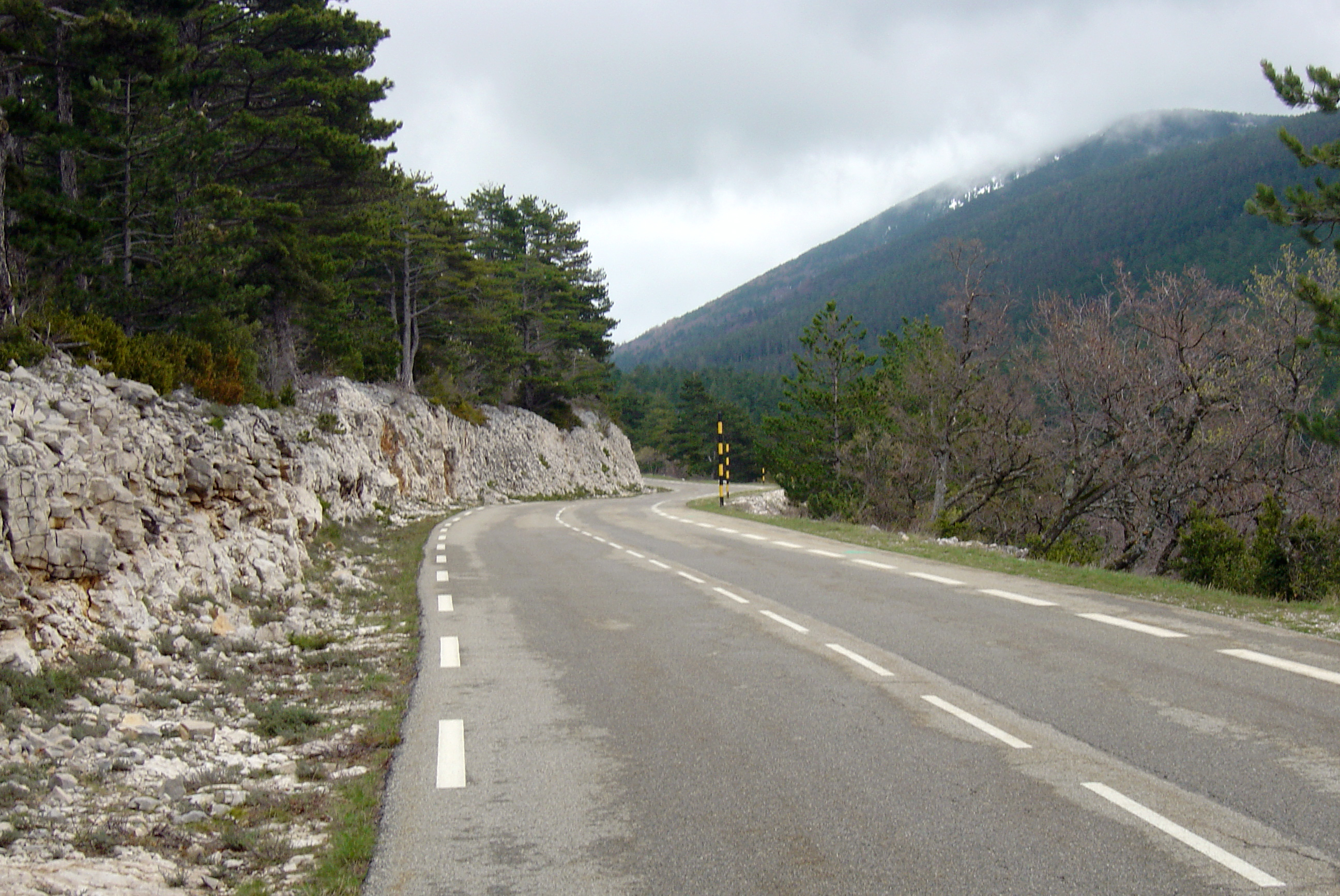
Ligne droite difficile au km 11, pente à environ 10 %.
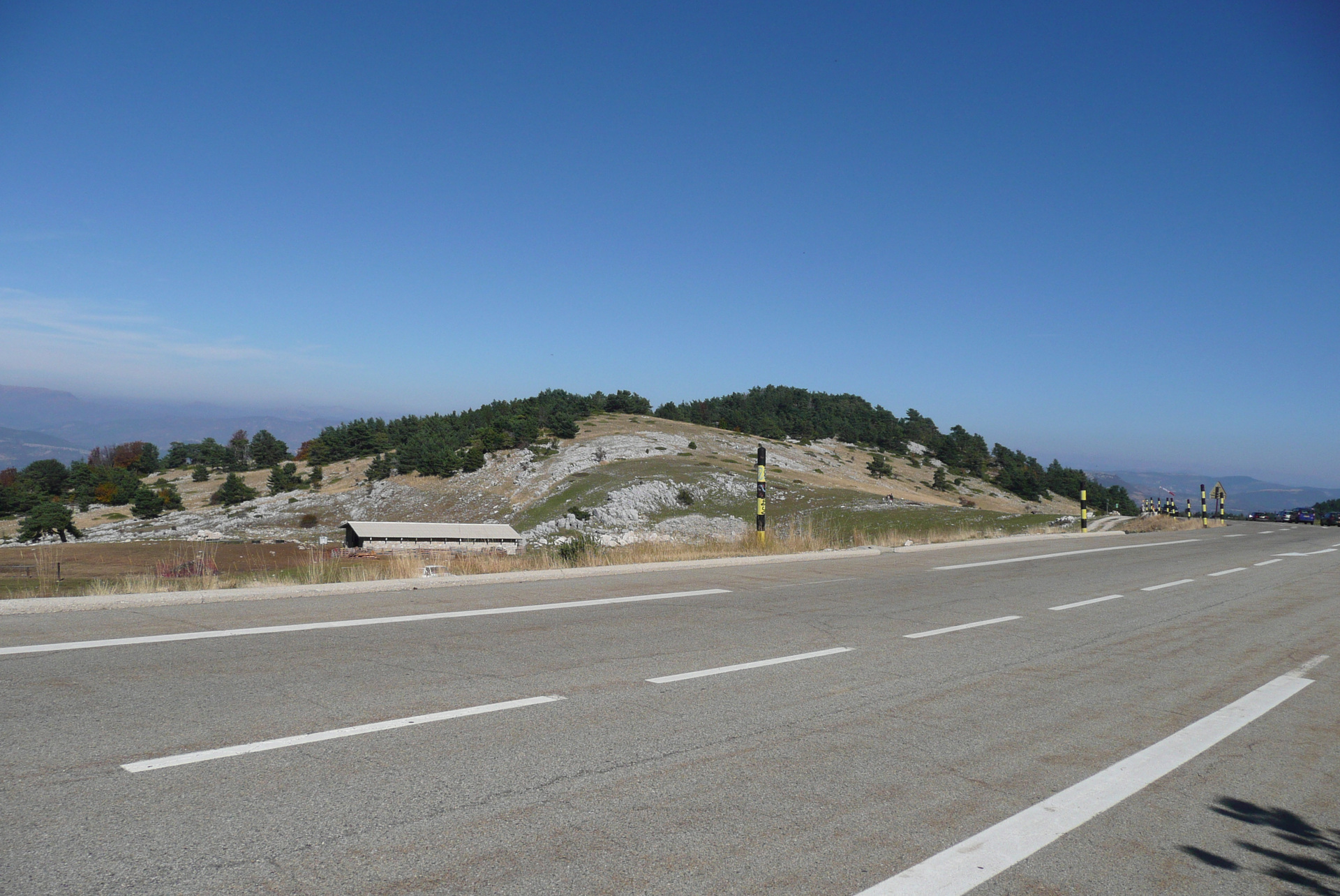
Arrivée au Mont Serein.
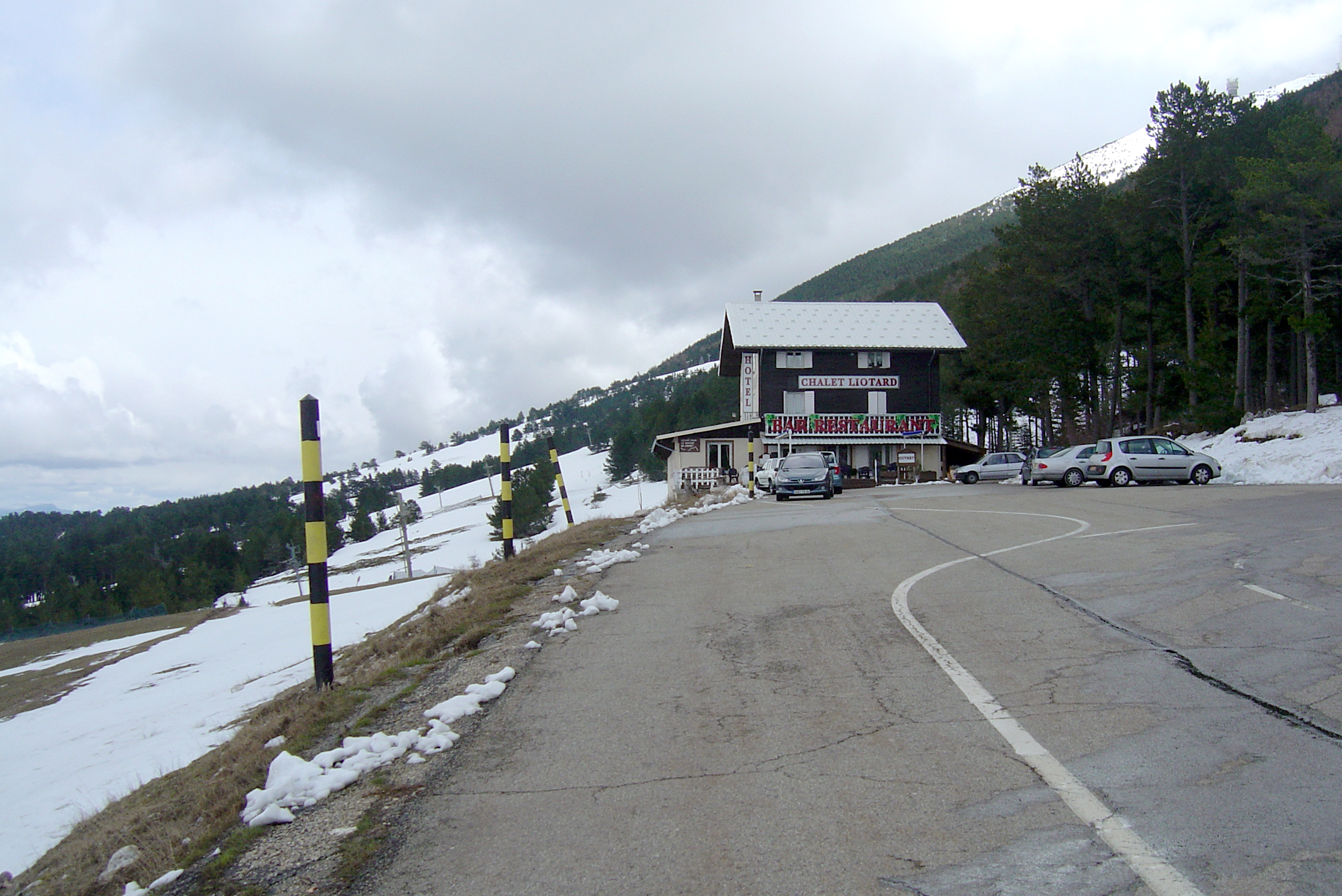
Arrivée au chalet Liotard (1 432 m) juste au-dessus du Mont Serein.
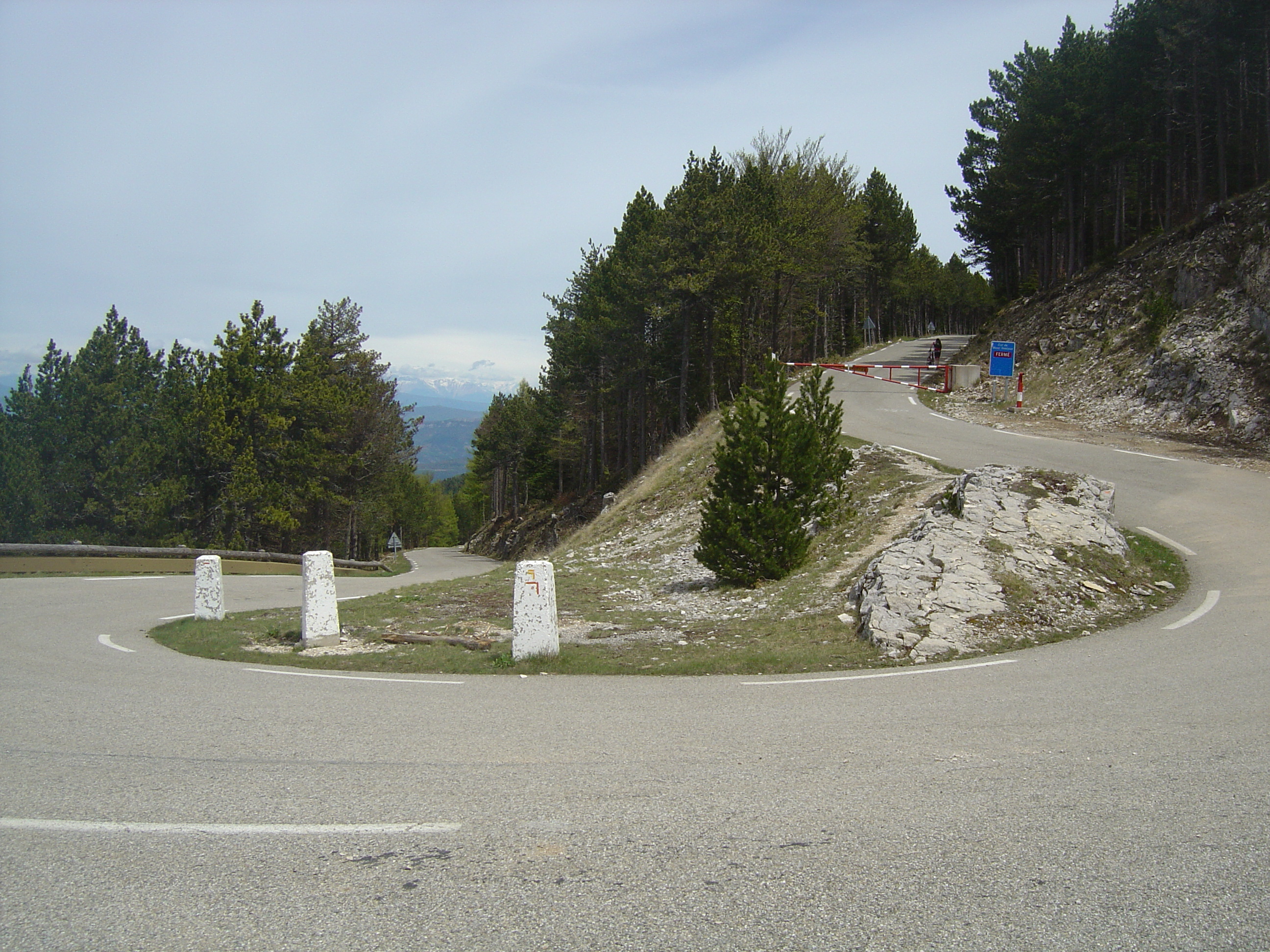
Une épingle à 1 525 m d'altitude, après une portion difficile suivant le mont Serein.
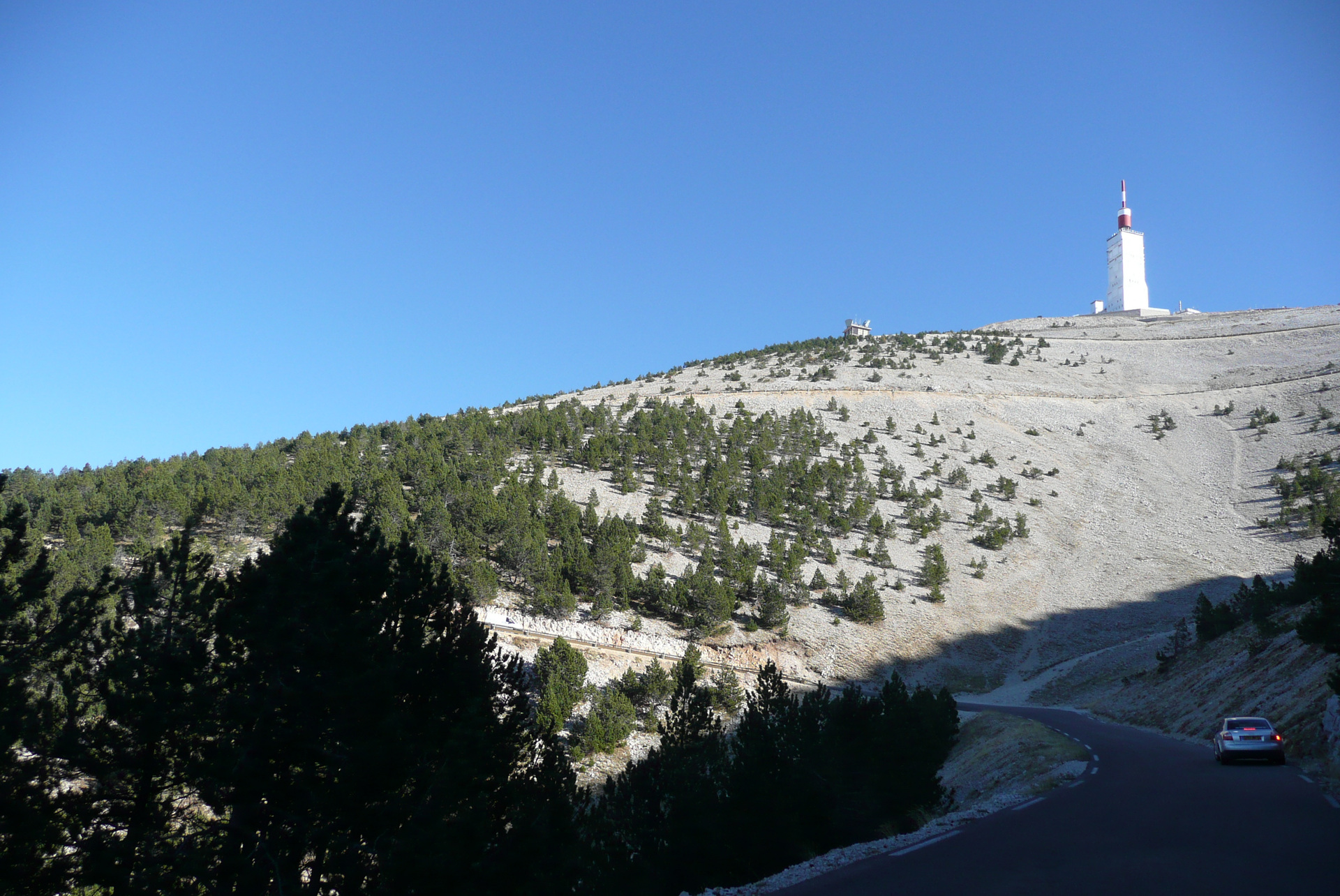
Vue sur les 3 derniers km à la sortie de la forêt.
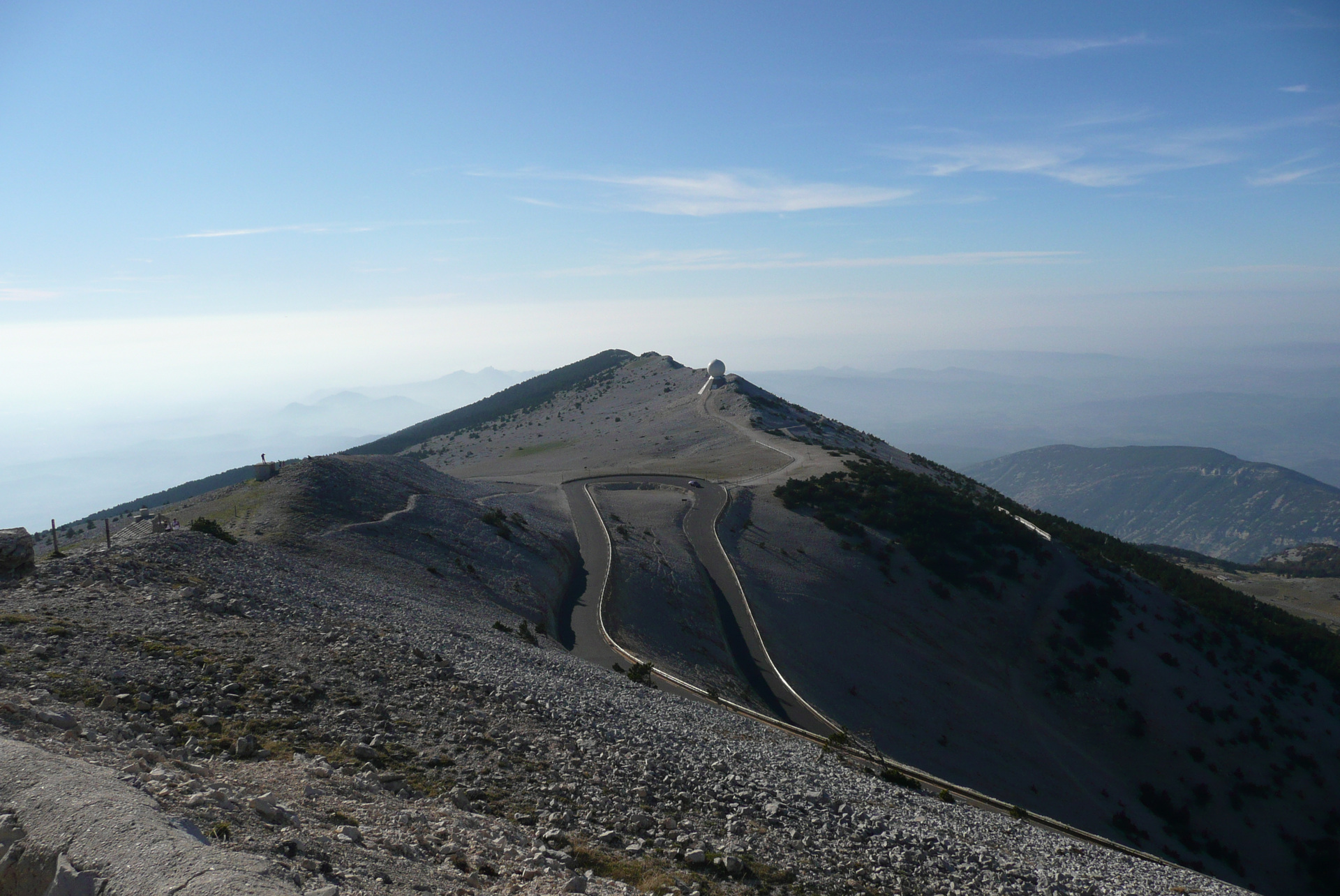
Radar et dernier km vu du sommet.

### Ascension est
L'ascension par Sault est la plus facile, mais aussi la plus longue, avec 25,6 km à 4,45 % depuis le carrefour (757 m) entre l'avenue de la promenade et la route d'Aurel à Sault. Le dénivelé positif à partir de Sault est de 1 140 m cependant on peut compter 1 202 m réels à gravir puisque la route commence à descendre sur un peu plus d'un kilomètre jusqu'au pont de la fontaine Bayard (695 m) au-dessus de la Nesque.
Elle est agréable car on y compte des champs de lavande au pied, puis des tables de pique-nique, des panneaux explicatifs sur la faune locale (sanglier, cerf, mouflon…) et un belvédère. Elle est facile : pendant presque 20 kilomètres jusqu'au chalet Reynard, la pente ne dépasse pas 8 %. Ensuite, les 6 derniers kilomètres sont un peu plus durs. C'est une ascension à conseiller pour les débutants qui n'ont jamais grimpé de grand col.
On démarre par une descente au premier kilomètre. Ensuite, on a une pente comprise souvent entre 4 et 6 % sur les 11 km suivants. On roule à côté de champs de lavande d'abord puis on rentre dans la forêt. L'un des passages les plus difficiles se situe au niveau de la chapelle du Ventouret, au km 7,9, où l'on dépasse les 1 000 m d'altitude. Le kilomètre qui précède cette chapelle approche les 6 % et une court passage à 8 % se situe juste après la chapelle. C'est la partie la plus dure des 20 premiers kilomètres. Mais il faudra attendre le km 12 à près de 1 250 m d'altitude pour que les pourcentages marquent une vraie relâche, puisque les 5 km suivants ne grimpent qu'à près de 3 % de moyenne. Dans cette partie, après 13,65 km depuis Sault, la route passe devant une première table d'orientation (1 291 m) surplombant la combe de la Font de Margot et avec déjà une belle vue sur les monts de Vaucluse. Au km 15, on arrive à une nouvelle curiosité, « le Belvédère » (1 329 m), avec une citerne et des plaques expliquant la faune du Ventoux.
Puis en arrivant à près de 1 395 m d'altitude au niveau d'une piste menant au Pas de la Frache, les 2,5 kilomètres qui restent avant le chalet Reynard sont presque tout plats. À ce niveau, à quelques pas en marge de la route se situe une stèle en hommage à Anne-Marie Pélissier, décédée à 11 ans après avoir été victime d'un enlèvement et retrouvée ici en 1956. Arrivé au chalet Reynard (1 417 m) après 19,4 km de montée, il reste 6,2 km sur un itinéraire partagé avec les cyclistes ayant commencé l'ascension depuis Bédoin (voire dernière partie du versant Sud). Ces derniers kilomètres sont entièrement avec paysage « lunaire », rochers et cailloux jusqu'au sommet. Pour les cyclistes grimpant le Ventoux depuis Sault, cette dernière partie finale sera la plus exigeante avec un pourcentage moyen de 7,7 % et surtout la confrontation avec des pentes à près de 10 % sur le final.

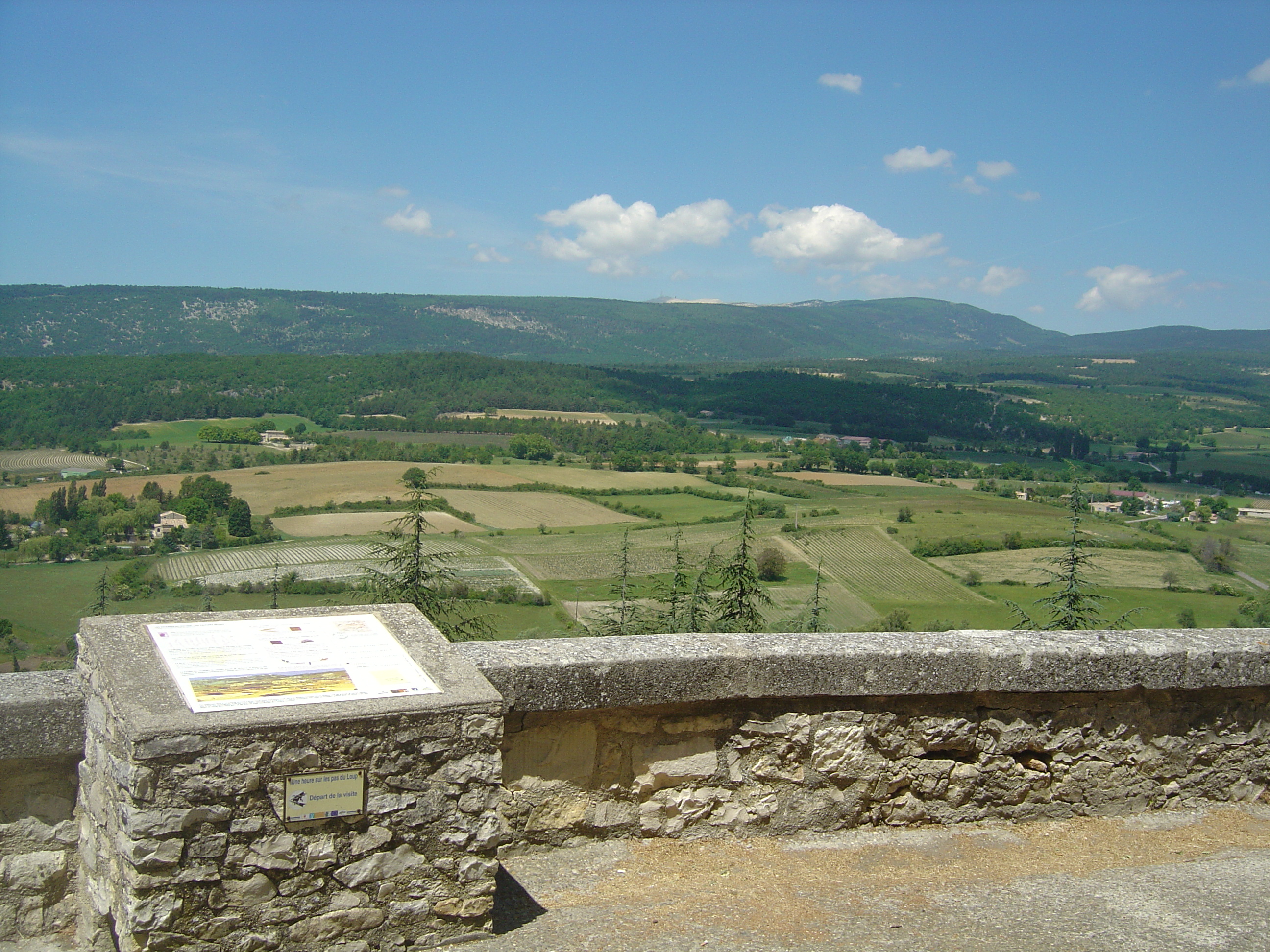
Le mont Ventoux au fond et les champs de lavande en-dessous de Sault, en dehors de la période de floraison.
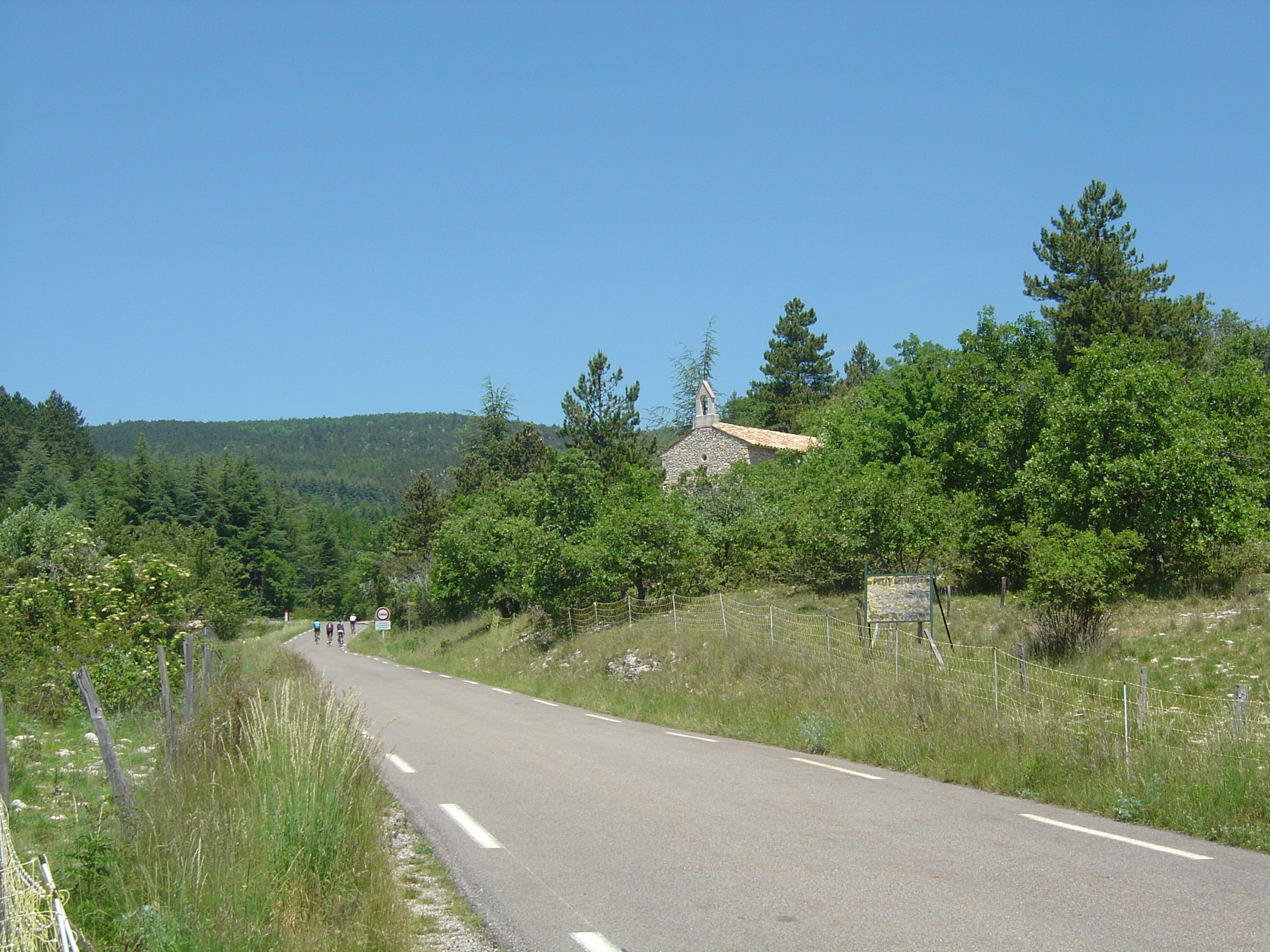
La chapelle du Ventouret après un peu moins de 8 km d'ascension.
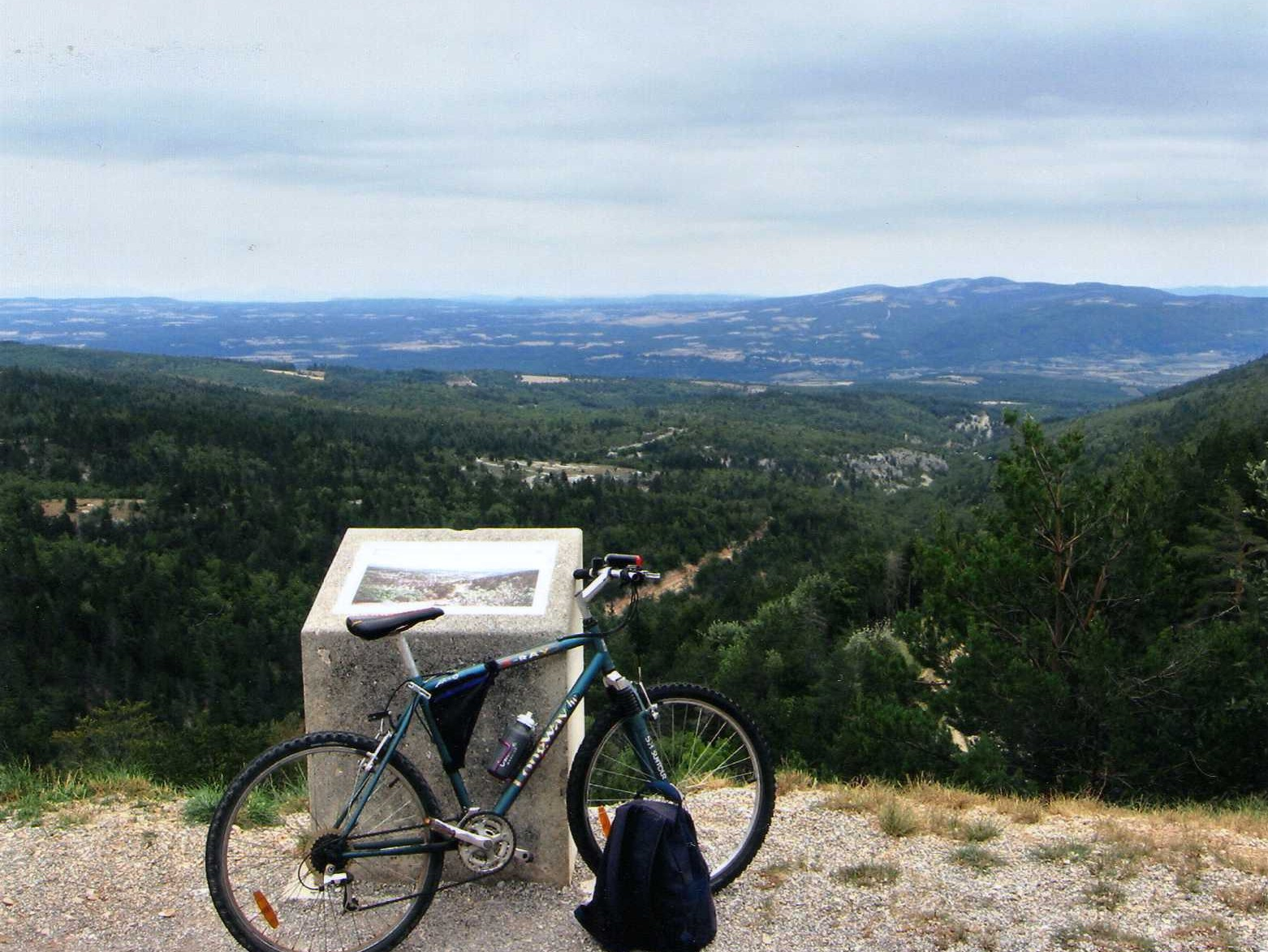
Table d’orientation (1 291 m) et vue sur les monts de Vaucluse.
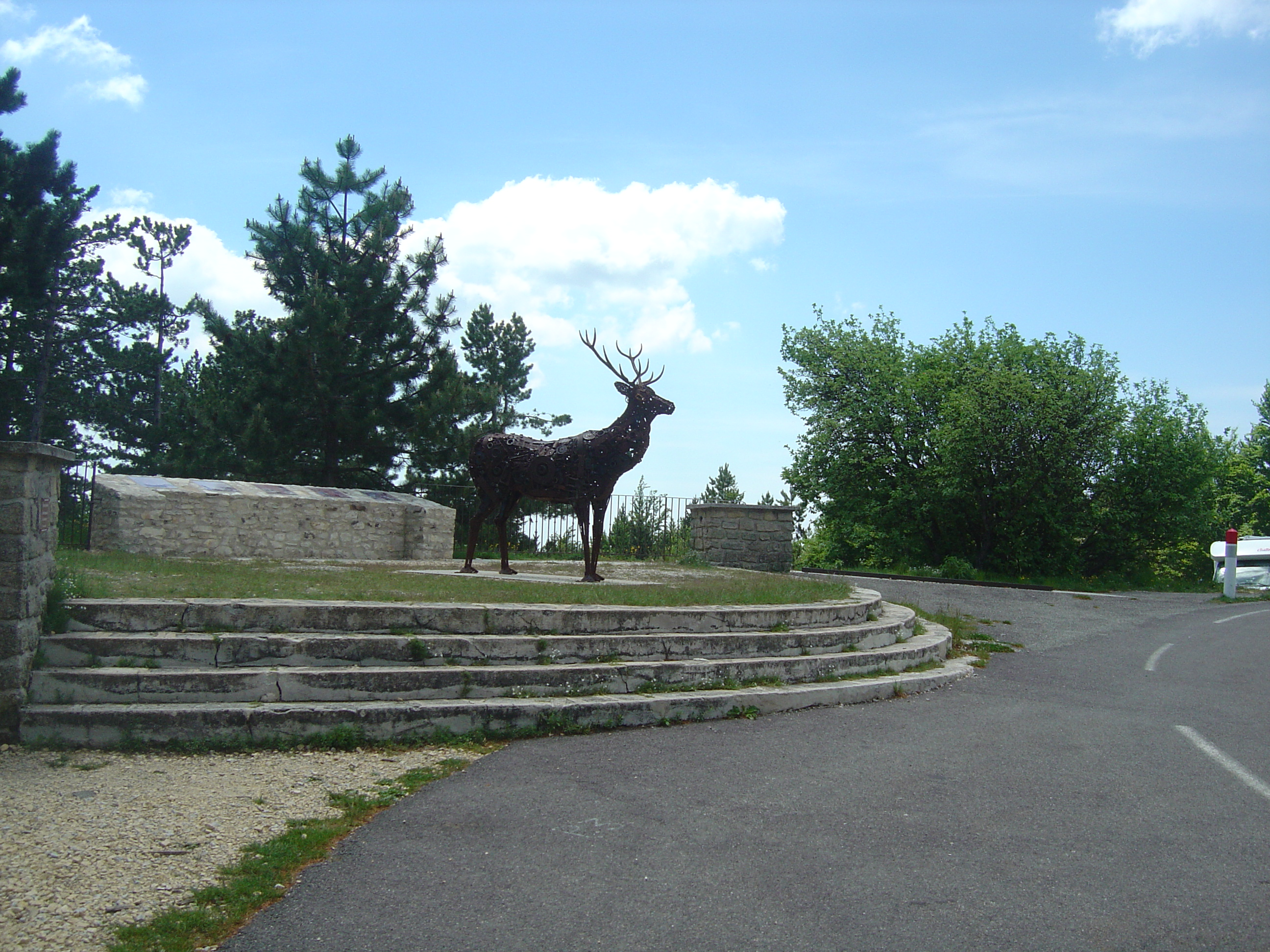
Le lieu-dit « le Belvédère » (1 329 m) au km 15 et les plaques explicatives sur la faune du Ventoux.
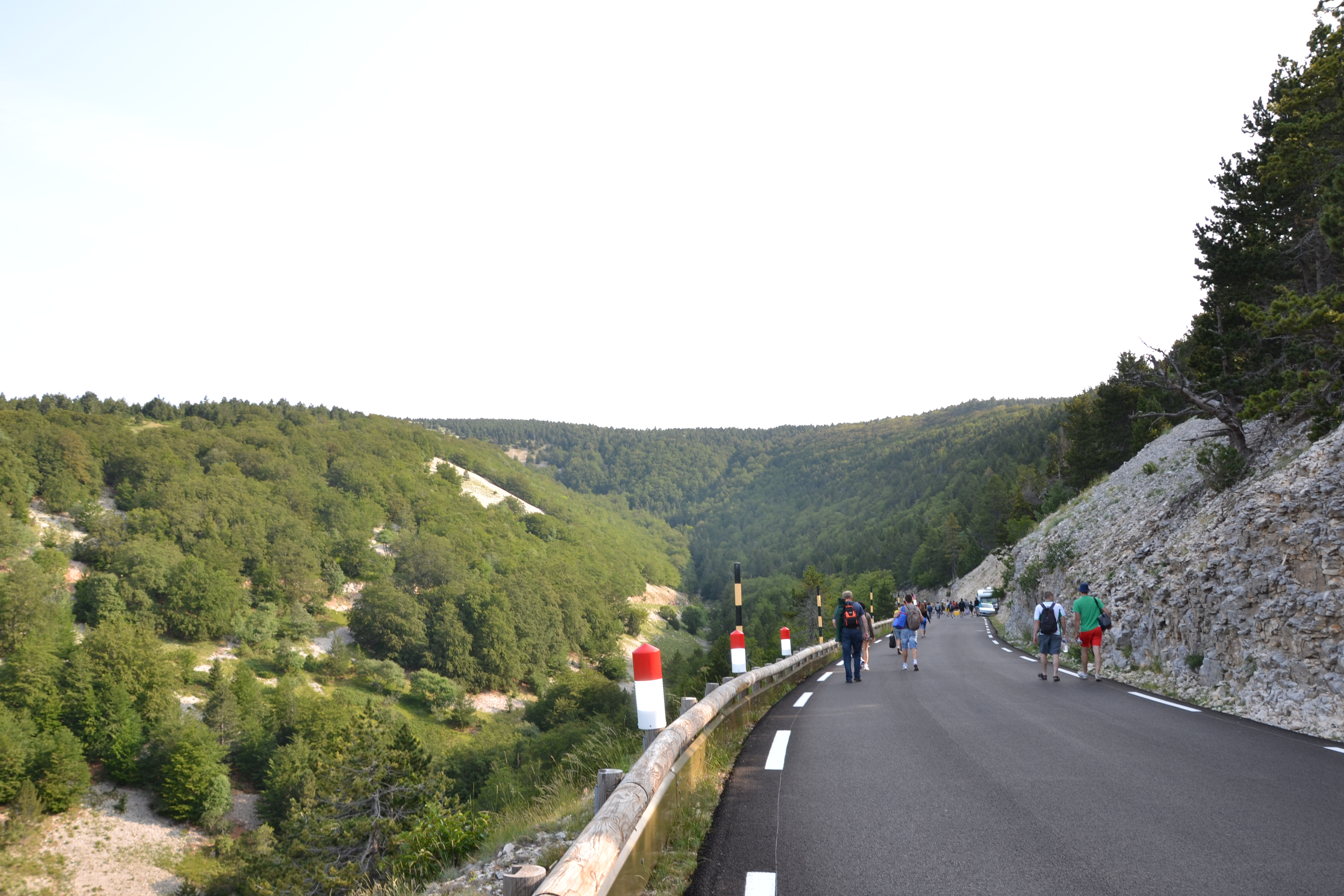
Portion très roulante avant le chalet Reynard.
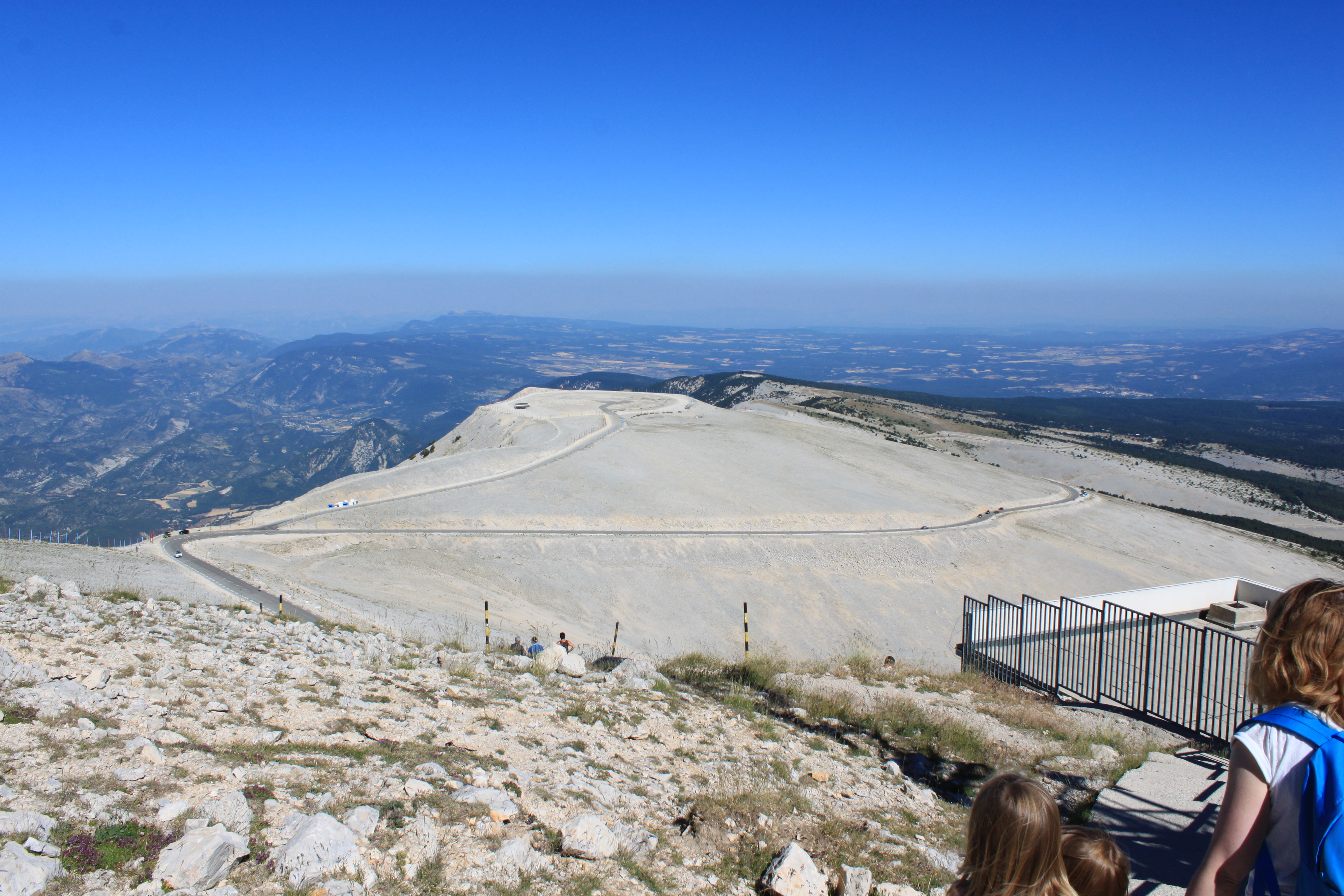
Vue depuis le sommet sur les derniers kilomètres communs avec le versant sud.

### Routes forestières
Ces ascensions ne sont accessibles qu’aux vététistes. Le départ pour accéder à la principale route forestière se fait de Bédoin (309 m) pour une ascension totale de 24 km à 6,6 %; et possède 8,2 km en commun avec le début de la route du versant sud. Il faut tourner à gauche pour prendre le départ (782 m) de la piste DFCI moins d'un kilomètre avant le Pavillon de Roland.
La route est bitumée et roulante jusqu’au Massif des Cèdres. Entre le poste météo (989 m) de Mauvallat et le carrefour des Grands Pins à 1 421 m d’altitude, la route bitumée laisse souvent place à un chemin caillouteux et des pourcentages globalement plus difficiles, pour un tronçon de 4,65 km à 9,3 % de moyenne. À l'intersection des Grands Pins, il faut prendre la piste de la Tête du Chauva tout droit, celle de gauche menant à Bédoin par une autre piste et celle de droite vers le chalet Reynard. Il reste 2,9 km avant la fin de la piste VTT pour rejoindre la barrière qui ferme la route versant nord menant au sommet l’hiver. Hormis les premiers hectomètres, ce dernier tronçon de piste VTT est très roulant, avec environ 3,6 % de moyenne.
Arrivé à la barrière (1 525 m) au-dessus de la station du Mont Serein, il ne reste plus qu’à effectuer les 4,8 ultimes kilomètres de la D974 versant nord. C'est une montée qui, en somme, permet de débuter par le mythique versant sud et de terminer par le versant nord.
Une autre ascension par route forestière est également possible par le versant nord depuis Brantes, jusqu'à la station du Mont-Serein, ou l'on peut continuer jusqu'au sommet par des sentiers ou par la route principale.

## Le Ventoux attire les cyclistes dès la fin du XIXesiècle

### Les premières reconnaissances

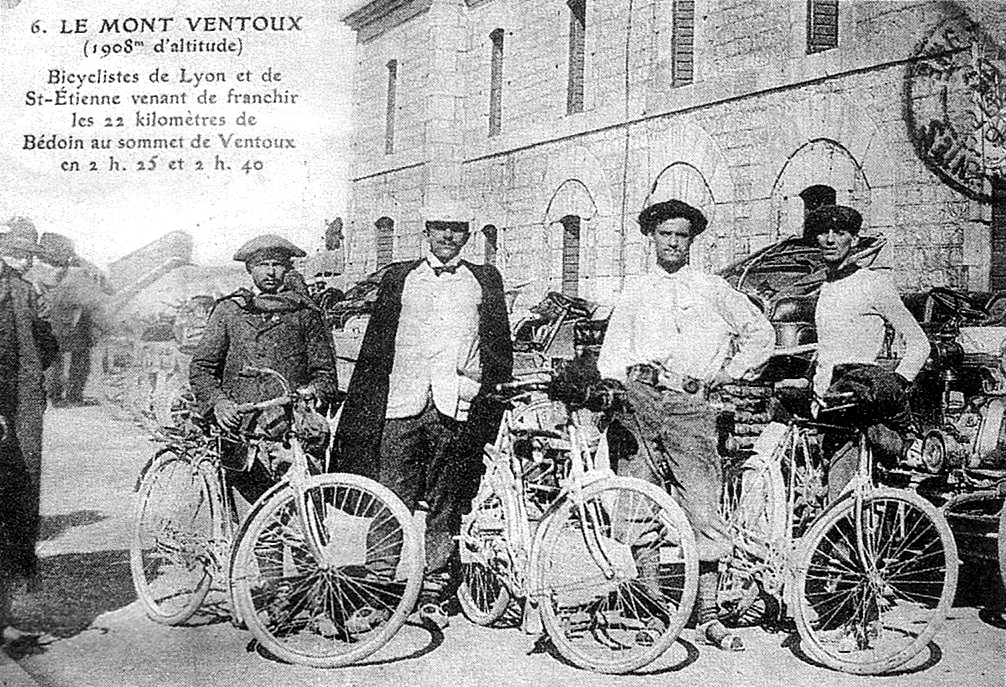
Cyclistes amateurs venant de grimper le Ventoux par Bédoin, en 1907.

L'une des premières ascensions connues du mont Ventoux à vélo fut celle d'Adolphe Benoit, directeur du journal La Province Sportive, qui réalisa l'ascension par Bédoin, à la suite de la construction d'une route menant à l'observatoire en 1886. Adolphe Benoit vanta les mérites de cette ascension cycliste.
En mars 1903, ce fut au tour de Paul de Vivie d'en faire l'ascension. Il y revint au mois de septembre de la même année avec son ami Ladavière ainsi que Mademoiselle Hesse, la première femme à réaliser la montée du Ventoux à bicyclette. Paul de Vivie et Ladavière arrivèrent ensemble en 2 h 32, Mademoiselle Hesse en 3 h 30. Pour cela, Vélocio utilisa un développement de 3,2 m, Ladavière 2,8 m pour sa part. À la suite de ces ascensions, le cyclotourisme au mont Ventoux était véritablement lancé.

### Premières courses
C'est en 1908, à l'initiative de UCPC, club de Carpentras, que la première course avec le Géant de Provence pour objectif, le Marathon du Ventoux, voit le jour. La course était divisé entre coureurs pédestres, au nombre de vingt-sept pour la première édition; et coureurs cycliste, avec quarante engagés. L'objectif était de rallier Carpentras au mont Ventoux. Le premier vainqueur cycliste fut Jacques Gabriel, un bûcheron, réalisant cet itinéraire en 2h29 avec un développement de 5,1 m. Pour une première, seuls huit cyclistes, soit 20 % des partants, réussirent à conquérir la cime du Géant de Provence. Aussi cette épreuve prit fin dès sa 3e édition en 1910, face à la faiblesse du nombre d'engagés puisqu'en 1910 sur les 22 inscrits, seuls 9 prirent vraiment le départ, rendant les dépenses de l'organisation supérieures aux recettes.
Cette course renait en août 1922 sous le nom de critérium du Ventoux. 46 coureurs prennent le départ, Tramier est vainqueur en 2 h 18 min 52 s. À cette occasion, un hommage est rendu au premier vainqueur, Jacques Gabriel, mort durant la Première Guerre mondiale, grâce à une plaque de marbre érigée au sommet du Ventoux. En août 1923, le marseillais Curtet l'emporte en 2 h 9 min 20 s. L'épreuve a été financée grâce à des subventions de la ville de Carpentras, du conseil général du Vaucluse et des souscriptions publiques. Mais une nouvelle fois en 1924, l'épreuve disparait, probablement en proie à des difficultés financières. L'épreuve reviendra ponctuellement les années suivantes en 1926-1927 avec Roux de Salon pour vainqueur, en 1930 avec Chabran vainqueur puis pour la dernière fois en 1931 avec Pastorelli gagnant. La course s'éteint pendant longtemps à partir cette année-là à cause du déficit qu'elle génère.
Organisée par le Vélo Club Carpentrassien, le Critérium du Ventoux revient brièvement en septembre 1948 avec une ascension par Bédoin puis en juillet 1949 avec une montée par Malaucène, remportée par Bettini. Mais les organisateurs n'ont pas réussi à relancer la course, définitivement arrêtée après.
En juin 1939, une autre course, le circuit du Ventoux, organisé par l'AC Orangeois, passe par Carpentras puis par le géant de Provence le lendemain. René Vietto remporte le classement final. En août 1942, malgré l'occupation, cette course a de nouveau lieu et le Ventoux est grimpé lors de la 3e étape (Carpentras- Malaucène). Sur cette même épreuve, le mont Ventoux a été de nouveau grimpée en 1949 et 1953.
L'ascension du mont Ventoux était également parfois au programme du tour du Sud-Est.

## Cyclisme professionnel

### Le Tour de France
Le Tour de France propose régulièrement l'ascension de ce sommet, célèbre pour la raideur de sa montée tout autant que par la chaleur qu'il y fait en juillet. Il fut gravi 18 fois, dont 10 ascensions furent des arrivées au sommet. L'ascension est classée Hors catégorie par le Tour de France depuis 1987 (cette catégorie n'ayant été instaurée qu'en 1979).
| N° | Année | Étape | Départ          | Arrivée        | Distance      | Versant | Catégorie | Premier au sommet      | Vainqueur d'étape      |
| -- | ----- | ----- | --------------- | -------------- | ------------- | ------- | --------- | ---------------------- | ---------------------- |
| 1  | 1951  | 17e   | Montpellier     | Avignon        | 224 km        | Nord    | 1re       | Lucien Lazaridès       | Louison Bobet          |
| 2  | 1952  | 14e   | Aix-en-Provence | Avignon        | 178 km        | Sud     | 1re       | Jean Robic             | Jean Robic             |
| 3  | 1955  | 11e   | Marseille       | Avignon        | 198 km        | Sud     | 1re       | Louison Bobet          | Louison Bobet          |
| 4  | 1958  | 18e   | Bédoin          | Mont Ventoux   | 22 km (CLM)   | Sud     | 1re       | Charly Gaul            | Charly Gaul            |
| 5  | 1965  | 14e   | Montpellier     | Mont Ventoux   | 173 km        | Sud     | 1re       | Raymond Poulidor       | Raymond Poulidor       |
| 6  | 1967  | 13e   | Marseille       | Carpentras     | 211,5 km      | Sud     | 1re       | Julio Jiménez          | Jan Janssen            |
| 7  | 1970  | 14e   | Gap             | Mont Ventoux   | 170 km        | Sud     | 1re       | Eddy Merckx            | Eddy Merckx            |
| 8  | 1972  | 11e   | Carnon-Plage    | Mont Ventoux   | 207 km        | Nord    | 1re       | Bernard Thévenet       | Bernard Thévenet       |
| 9  | 1974  | 12e   | Savines-le-Lac  | Orange         | 231 km        | Est     | 1re       | Gonzalo Aja            | Joseph Spruyt          |
| 10 | 1987  | 18e   | Carpentras      | Mont Ventoux   | 36,5 km (CLM) | Sud     | Hors Cat. | Jean-François Bernard  | Jean-François Bernard  |
| 11 | 1994  | 15e   | Montpellier     | Carpentras     | 231 km        | Sud     | Hors Cat. | Eros Poli              | Eros Poli              |
| 12 | 2000  | 12e   | Carpentras      | Mont Ventoux   | 149 km        | Sud     | Hors Cat. | Marco Pantani          | Marco Pantani          |
| 13 | 2002  | 14e   | Lodève          | Mont Ventoux   | 220 km        | Sud     | Hors Cat. | Richard Virenque       | Richard Virenque       |
| 14 | 2009  | 20e   | Montélimar      | Mont Ventoux   | 167 km        | Sud     | Hors Cat. | Juan Manuel Gárate     | Juan Manuel Gárate     |
| 15 | 2013  | 15e   | Givors          | Mont Ventoux   | 242,5 km      | Sud     | Hors Cat. | Christopher Froome     | Christopher Froome     |
| 16 | 2016  | 12e   | Montpellier     | Chalet Reynard | 178 km        | Sud     | Hors Cat. | Thomas De Gendt        | Thomas De Gendt        |
| 17 | 2021  | 11e   | Sorgues         | Malaucène      | 199 km        | Est     | 1re       | Julian Alaphilippe     | Wout van Aert          |
| 18 | 2021  | 11e   | Sorgues         | Malaucène      | 199 km        | Sud     | Hors Cat. | Wout van Aert          | Wout van Aert          |
| 19 | 2025  | 16e   | Montpellier     | Mont Ventoux   | 172 km        | Sud     | Hors Cat. | Valentin Paret-Peintre | Valentin Paret-Peintre |

Le peloton franchit pour la première fois le Ventoux le 22 juillet 1951 au cours de l'étape Montpellier-Avignon (224 km) par Malaucène. C'est Lucien Lazaridès qui devient le premier coureur de l'histoire à le franchir, se détachant d'un groupe composé d'Hugo Koblet, Gino Bartali, Raphaël Géminiani, Pierre Barbotin et Louison Bobet. L'étape est gagnée par Bobet.
L'année suivante, le 9 juillet 1952 étape Aix-en-Provence-Avignon (178 km) c'est la première ascension par le versant sud. C'est Jean Robic qui après avoir rejoint Raphaël Géminiani passe seul au sommet avec 2 min 36 s d'avance, et maintient son avance pour gagner l'étape.
L'étape du 18 juillet 1955, Marseille-Avignon (198 km) se déroule sous la canicule, de nombreux coureurs sont victimes de défaillance (Jean Malléjac est même victime d'une insolation). Ferdi Kübler ayant trop présumé de ses forces dans l'ascension chute deux fois dans la descente. Raphaël Géminiani, au moment où Ferdi Kübler attaquait au virage du Saint-Estève, lui avait pourtant dit « Attention Ferdi, le Ventoux n'est pas un col comme les autres », ce en quoi Ferdi Kübler lui avait répondu en souriant « Ferdi non plus, pas un coureur comme les autres ». Louison Bobet réédite son exploit de 1951 et gagne l'étape à Avignon après être passé en tête au sommet du Ventoux.
Le dimanche 13 juillet 1958, cette étape Bédoin-mont Ventoux (21,6 km) est une première. Charly Gaul surnommé l'Ange de la montagne, remporte en 1 h 02 min 09 s, soit à plus de 20 km/h, la première étape contre la montre en montagne du Tour de France. Seul l'Aigle de Tolède Federico Bahamontes second à 31 s, arrive à rivaliser avec Charly Gaul, les autres étant à plus de trois minutes.
Après sept ans d'absence, le Tour revient au Ventoux le 6 juillet 1965. Pour la première fois, une étape en ligne se termine au sommet : Montpellier-mont Ventoux (173 km). Après avoir été accompagnés par un jeune coureur italien de 23 ans (professionnel depuis peu) Felice Gimondi, deux coureurs font l'ascension en tête : Raymond Poulidor et Julio Jiménez qui arrivent dans cet ordre avec un écart de 6 s. Felice Gimondi termine 4e et quelques jours plus tard gagnera le Tour de France pour sa première participation, devant Raymond Poulidor.
Lors de l'édition de 1967, étape Marseille-Carpentras (211 km), le Britannique Tom Simpson meurt pendant l'ascension du mont Ventoux le 13 juillet, victime du dopage et de déshydratation, par une chaleur étouffante (35 °C). Déjà en 1955, le coureur français Jean Malléjac y avait subi une grave insolation. Eddy Merckx lui-même eut un malaise lors de sa victoire au sommet. L'étape a été gagnée au sprint par Jan Janssen après que Julio Jiménez fut passé en tête au Ventoux.
Le vendredi 10 juillet 1970, au départ de l'étape Gap-mont Ventoux (170 km), on remarque Eddy Merckx portant un crêpe noir sur son maillot en hommage à Vicente Giacotto, manager de l'équipe Faema décédé la veille. Eddy Merckx lâche ses compagnons d'échappée Cyrille Guimard, Bernard Labourdette, Jean-Pierre Danguillaume et Giancarlo Polidori pour gravir pour la première fois le Ventoux. Mais à 3 km du sommet il faiblit, son avance diminue. Il garde moins d'une minute d'avance sur ses compatriotes Martin Van Den Bossche et Lucien Van Impe. Il est victime d'un malaise à l'arrivée et est transporté en ambulance et mis sous oxygène. Il gagnera ensuite ce Tour 1970.
Pour la seconde fois de son histoire le Tour aborde le Ventoux par sa face nord, mais avec une arrivée au sommet : c'est l'étape Carnon-Plage-mont Ventoux (207 km) le 13 juillet 1972. Dès les premières pentes, Luis Ocaña, Eddy Merckx et Raymond Poulidor s'échappent, mais à la hauteur de la combe de la Loubatière, le trio voit surgir Bernard Thévenet qui les rejoint et les lâche. Il gagne avec plus de trois minutes d'avance.
Le 10 juillet 1974, pour la première fois, le Tour de France aborde le Ventoux par son versant Est, par la route reliant Sault au chalet Reynard, à l'occasion de l'étape Savines-le-lac-Orange (231 km). C'est Gonzalo Aja qui passe en tête au Ventoux devant Raymond Poulidor et Raymond Delisle. Le sprint à Orange est remporté par Joseph Spruyt, équipier d'Eddy Merckx.
Après dix ans d'absence, le Tour revient au Ventoux pour un contre la montre le dimanche 19 juillet 1987 : Carpentras-mont Ventoux (36,5 km). C'est Jean-François Bernard en 1 h 19 min 44 s qui l'emporte devant le grand favori, le colombien Lucho Herrera (1 h 21 min 23 s). Il s'empare également du maillot jaune. Mais, à Paris, c'est Stephen Roche qui gagnera le Tour de France.
Le 18 juillet 1994, lors de l'étape Montpellier-Carpentras (231 km), c'est l'Italien Eros Poli qui réalise un véritable exploit. Après 60 km de course, il part seul et, au pied du Ventoux (lui qui n'est pas grimpeur — 1,94 m, 85 kg), possède 20 minutes d'avance. Au sommet il a encore 5 minutes d'avance sur Marco Pantani (ce dernier faisant l'ascension en 57 min 34 s) et réussit à garder 3 minutes sur la ligne. Il gagne après 171 km d'échappée solitaire.
Le 13 juillet 2000, lors de l'étape Carpentras-mont Ventoux (149 km), devant 300 000 spectateurs, ce qui constitue un record pour le moment, on assiste à une montée royale du duo des deux derniers vainqueurs du Tour — Marco Pantani et Lance Armstrong. Armstrong moins fatigué paraît devoir gagner l'étape mais au dernier virage, il se rasseoit et laisse l'étape à Marco Pantani. Les deux hommes ont réalisé un temps de montée de 59 min 05 s. Quelques jours plus tard, Armstrong gagnera son second Tour de France (qui lui sera en 2012 retiré comme toutes ses autres victoires).

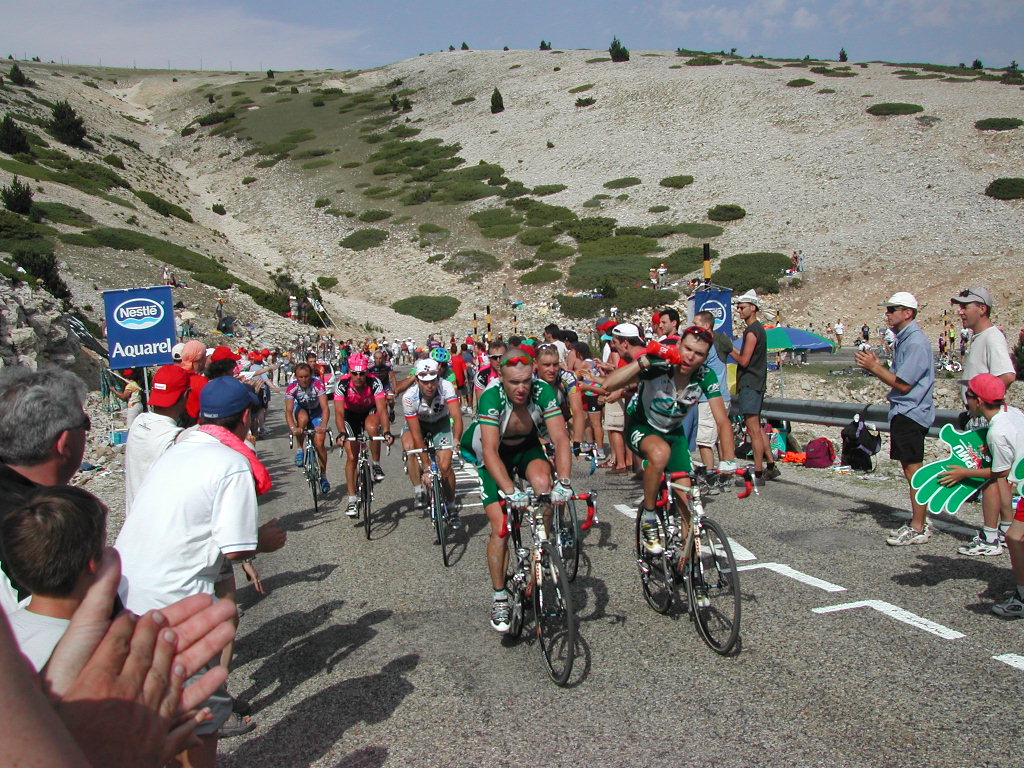
Gruppetto sur le Tour de France 2002.

Le dimanche 21 juillet 2002, étape Lodève-mont Ventoux (220 km) à suspense, car après 200 km d'échappée collective, Richard Virenque garde quelques minutes d'avance pour l'emporter devant Alexandre Botcharov et Lance Armstrong (avec un temps d'ascension finale de 59 min 00 s à partir de Bédoin) qui consolidait son maillot jaune et son avance sur Joseba Beloki (qui avait attaqué la première fois Armstrong avant le chalet Reynard).
Le 25 juillet 2009, le mont Ventoux est le juge de paix du Tour de France 2009 avec l'arrivée de l'avant-dernière étape, Montélimar-mont Ventoux (160 km). C'est Juan Manuel Gárate qui l'emporte en devançant sur le final l'Allemand Tony Martin, son compagnon d'échappée, faisant de lui le premier Espagnol à passer la ligne d'arrivée en tête au sommet. Alberto Contador, solide maillot jaune, contrôle la course et parvient à arriver groupé avec ses concurrents directs (temps d'ascension de 58 min 45 s) , notamment Andy et Fränk Schleck, ainsi que Lance Armstrong qui faisait son retour sur la grande boucle : Contador remporte pour la deuxième fois l'épreuve le lendemain, à Paris.

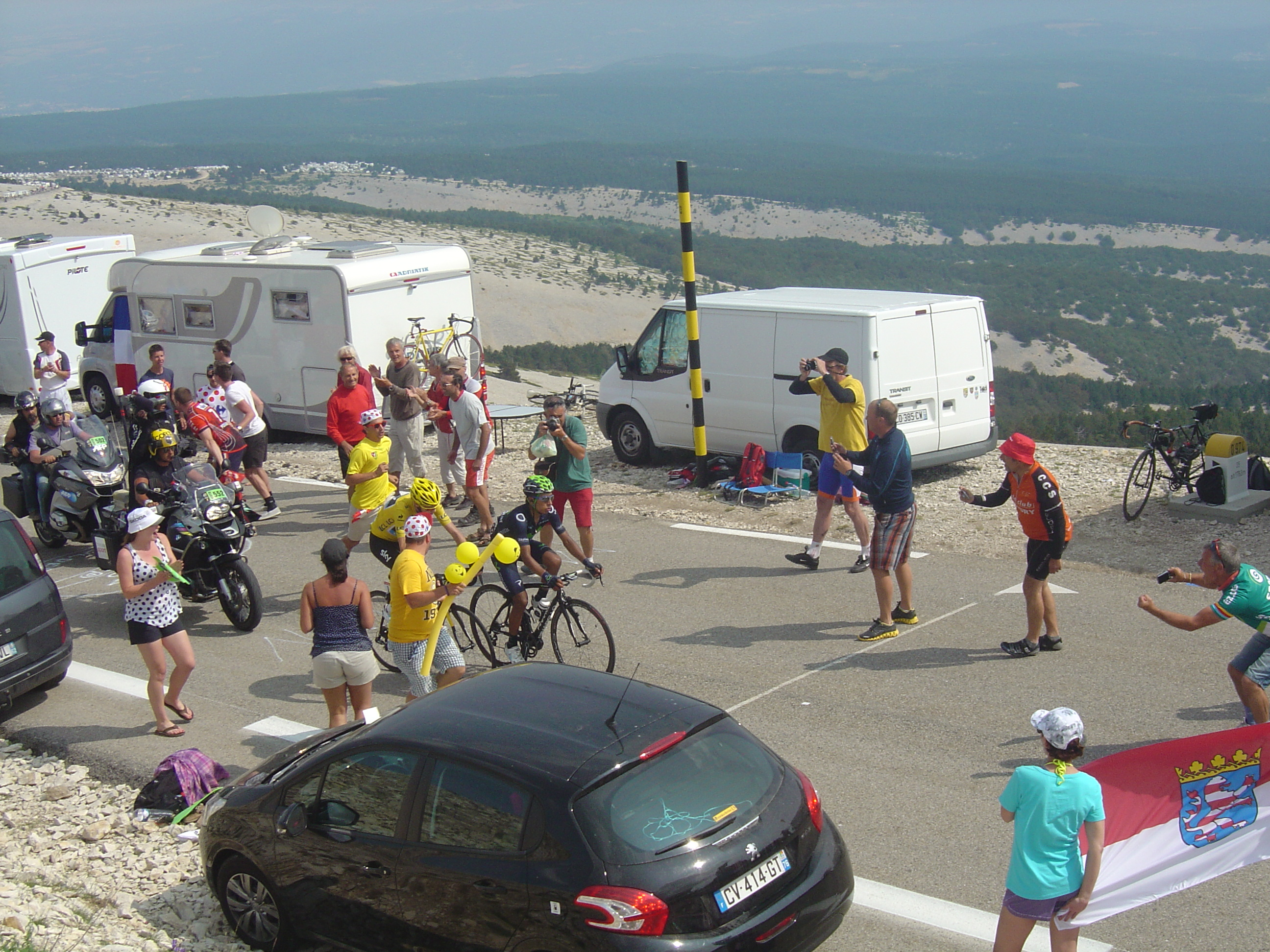
Christopher Froome juste avant qu'il ne lâche Nairo Quintana sur le Tour de France 2013 dans les derniers kilomètres de l'étape.

Le Tour de France revient au mont Ventoux pour la 100e édition, le 14 juillet 2013 lors de la 15e étape, Givors-mont Ventoux, l'étape la plus longue du parcours avec 242 km. Jamais une étape menant au sommet du mont Chauve n'a été aussi longue et, si le Tour est passé par quatre fois un 13 juillet sur le mont, c'est la première fois que le Ventoux est gravi le jour de la fête nationale française. Par ailleurs, aucune étape n'a été aussi longue depuis le Tour de France 2000, qui avait trois étapes au-delà des 240 km. Plaçant une attaque en position assise à 7 km du sommet, le Britannique Christopher Froome, porteur du maillot jaune, l'emporte sur la ligne d'arrivée en s'imposant en solitaire devant le Colombien Nairo Quintana, avec une ascension finale en 59 minutes. Froome conservera son maillot jaune jusqu'au bout pour remporter son premier Tour de France.
Trois ans plus tard en 2016, le Tour revient sur les pentes du Ventoux, de nouveau un 14 juillet. Mais alors qu'une arrivée au sommet était prévue lors de la présentation du parcours, l'arrivée est finalement déplacée au chalet Reynard du fait des vents violents. Thomas De Gendt s’imposait en échappée devant son compatriote Serge Pauwels. Cependant, on retiendra surtout de cette étape que Christopher Froome alors maillot jaune fut retardé. Attaquant à moins de 2 km de l’arrivée, accompagné par Bauke Mollema et Richie Porte, il avait réussi à distancer les autres favoris. Mais Richie Porte chute à 1,2 km de l’arrivée, entrant en collision avec une moto ayant brusquement ralenti, elle-même gênée par des spectateurs. Richie Porte emmène dans sa chute Christopher Froome et Bauke Mollema juste derrière. Si la chute des trois coureurs est sans gravité, elle retarde considérablement le maillot jaune puisque le vélo du coureur britannique se casse au cours de la chute. Le maillot jaune se retrouve ainsi sans vélo et se met à courir devant sur une centaine de mètres afin de perdre le moins de terrain possible en attendant d'être dépanné, situation inédite. Mais le premier vélo reçu est un Mavic de l'assistance mécanique neutre aux pédales inadaptées à ses chaussures, et il doit ainsi attendre qu’une voiture de l’équipe Sky arrive pour lui donner un autre vélo. Pendant ce temps-là, Bauke Mollema et Richie Porte avaient pu repartir et les autres favoris distancés repassent devant et franchissent la ligne avant Christopher Froome qui perd 1 min 40 s sur ce fait de course. Malgré cet imbroglio, le champion britannique est maintenu en Jaune par les commissaires et l'écart est pris au moment de l'incident (décisions accueillies par les sifflets d'une partie du public). Quintana est alors distancé dans un groupe avec Romain Bardet classé à 25 s du trio.
En 2021, pour les 70 ans de la première ascension du mont par le Tour de France, l'épreuve revient au mont Ventoux dans une configuration inédite avec une double ascension dans la même étape, à l'instar de l'Alpe d'Huez en 2013. Après un départ de Sorgues et un passage dans le Luberon, les coureurs gravissent le mont Ventoux par le versant est via Sault, avant de redescendre et de remonter par le versant sud par Bédoin. Pour la première fois depuis 1994, l'étape ne s'achève ni au sommet ni sur les pentes du mont, l'arrivée étant placée en bas de la descente vers Malaucène du fait des travaux de réhabilitation au sommet. Lors de la première ascension, c'est Julian Alaphilippe qui passe en tête au sommet, devant ses compagnons d'échappée. Puis lors du passage suivant, c'est Wout van Aert, seul en tête, qui le franchit en premier avant de remporter l'étape.
Le 22 juillet 2025, c'est de nouveau une arrivée traditionnelle au sommet du Ventoux qui est proposée, douze ans après la dernière arrivée au sommet. Après un début d'étape animé depuis le départ à Montpellier, deux groupes d'échappés se jouent la victoire au pied du mont et comptent respectivement 6 minutes 30 et 5 minutes d'avance sur le maillot jaune, Tadej Pogačar. Dans le premier groupe, Enric Mas s'extirpe peu après Saint-Estève, tandis que dans le second, Ben Healy, Santiago Buitrago et Valentin Paret-Peintre émergent comme les plus forts et rejoignent Mas à 4 km de l'arrivée. Après plusieurs attaques infructueuses, Mas craque à la flamme rouge et Ilan Van Wilder, équipier de Paret-Peintre, parvient à rejoindre le trio de tête pour relayer le français. C'est un sprint au sommet qui s'annonce et alors qu'Healy est en tête au dernier virage, Valentin Paret-Peintre le double dans l'ultime ligne droite pour s'imposer et succéder à Richard Virenque, dernier français vainqueur en haut du Ventoux. Derrière, dans la bataille pour le maillot jaune, Jonas Vingegaard et Tadej Pogačar s'isolent à 8 km du sommet, mais aucun ne parvient à faire la différence sur l'autre : le duo, après une montée supersonique en moins de 55 minutes (record de l'ascension battu), arrive seulement 45 secondes après que Paret-Peintre ait franchi la ligne d'arrivée.

### Critérium du Dauphiné libéré

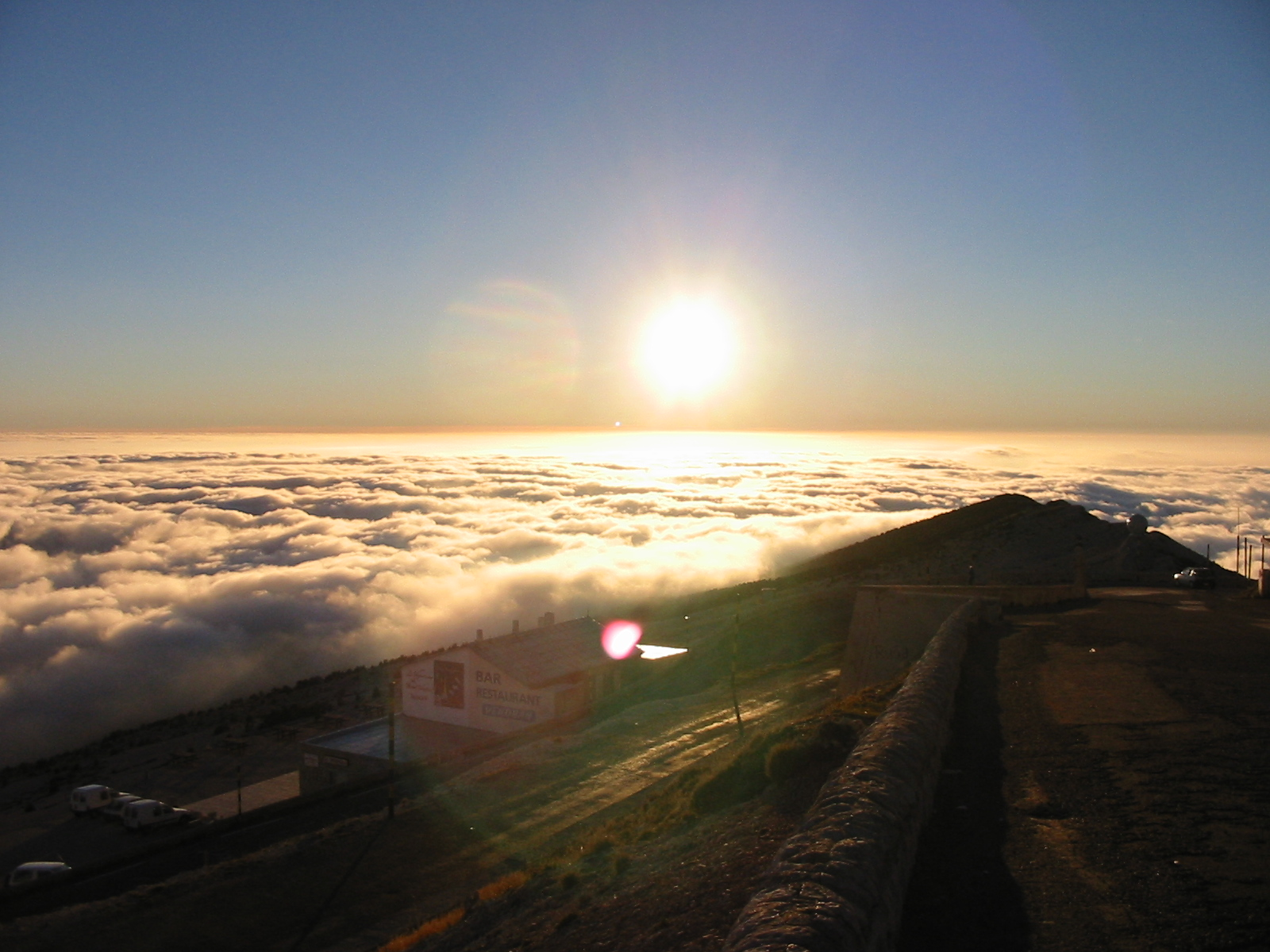
Le sommet du mont Ventoux au-dessus des nuages, fait rare.

L'ascension la plus rapide a été faite le 10 juin 2004, lors du contre-la-montre de la quatrième étape du Critérium du Dauphiné libéré entre Bédoin et le mont Ventoux :
1. Iban Mayo en 55 min 51 s
2. Tyler Hamilton en 56 min 26 s
3. Óscar Sevilla en 56 min 54 s

Le mont Ventoux est régulièrement grimpé sur cette course en fin d'étape. En 1996, Richard Virenque devança Laurent Jalabert au sommet. En 1998, José María Jiménez s'imposa devant deux de ses coéquipiers de l'équipe Banesto. En 1999, l'Américain Jonathan Vaughters fut le plus rapide dans le contre-la-montre partant de Bédoin, avec un temps de 56 min 50 s. En 2000, c'est encore un Américain qui gagnait, Tyler Hamilton, mais cette fois-ci sur une étape en ligne. Le Russe Denis Menchov y a établi un doublé en 2002 et en 2006, devançant Christophe Moreau de très peu lors de sa seconde victoire. En 2005, la victoire revint à Alexandre Vinokourov. En 2007, c'est Christophe Moreau qui remporta la victoire au sommet (temps d'ascension de 59 min 44 s), de même que la victoire finale du critérium. Enfin, en 2009, le Polonais Sylwester Szmyd s'impose juste devant Alejandro Valverde, qui lui offrit la victoire. Valverde avait attaqué à 10 kilomètres du sommet et pris le maillot jaune à Cadel Evans.

### Paris-Nice
En 1975, Eddy Merckx gagna l'étape du Ventoux sur Paris-Nice.
En 1984, le 11 mars, le local Éric Caritoux remportait l'étape du matin entre Orange et le mont Ventoux (64 km). En 1986, le 6 mars, Eric Van Lancker gagnait l'étape du matin entre le Rouret et le chalet Reynard (118 km). En 1987, Sean Kelly s'imposait devant Stephen Roche entre Saint-Étienne et le chalet Reynard (244 km).
Puis, la station du Mont Serein, sur le versant nord, a reçu une arrivée d'étape du Paris-Nice 2008. La victoire fut emportée par Cadel Evans devant le Néerlandais Robert Gesink qui ravit le maillot jaune à Sylvain Chavanel. L'édition 2016 passe par le mont Ventoux, jusqu'au chalet Reynard, lors de la cinquième étape.

### Mont Ventoux Dénivelé Challenges
En 2019, le Mont Ventoux Dénivelé Challenges est arrivé au sommet du Mont Ventoux, au départ de Vaison-la-Romaine, après 173 km de course. La course est remporte par Jesús Herrada, devant Romain Bardet et Rein Taaramäe. En 2020, reportée au mois d'août en raison de la pandémie de Covid-19, la course était remportée par Aleksandr Vlasov devant Richie Porte et Guillaume Martin. Une fois n'est pas coutume, l'arrivée a eu lieu sur la plate-forme des Tempêtes et non au sommet où des travaux d'aménagement étaient en cours.

### Tour de la Provence
L'ascension finale vers le chalet Reynard, au départ de Bédoin et classée en 1re catégorie, fut escaladée lors de la 3e étape du Tour de la Provence 2020. À la suite d'une attaque à 7 km de l'arrivée, le colombien Nairo Quintana s'imposait en solitaire et prenait par la même occasion la tête du classement général.
Le chalet Reynard était encore au terme de la 3e étape du tour de la Provence 2021, avec encore une ascension par le Bédoin. Le colombien Ivan Sosa ayant attaqué à 5 km de l'arrivée remportait l'étape 15 s devant son leader Egan Bernal et Julian Alaphilippe. Ivan Sosa prenait la tête du classement général. Il faut noter que dans le contexte de lutte contre la pandémie de COVID-19 et variants, le Chalet Reynard était fermé et le site d'arrivée uniquement réservé aux personnes accréditées (personnel des équipes cyclistes professionnelles, personnel de l'organisation, journalistes…).

## Cyclisme amateur

### Performances sur le Ventoux

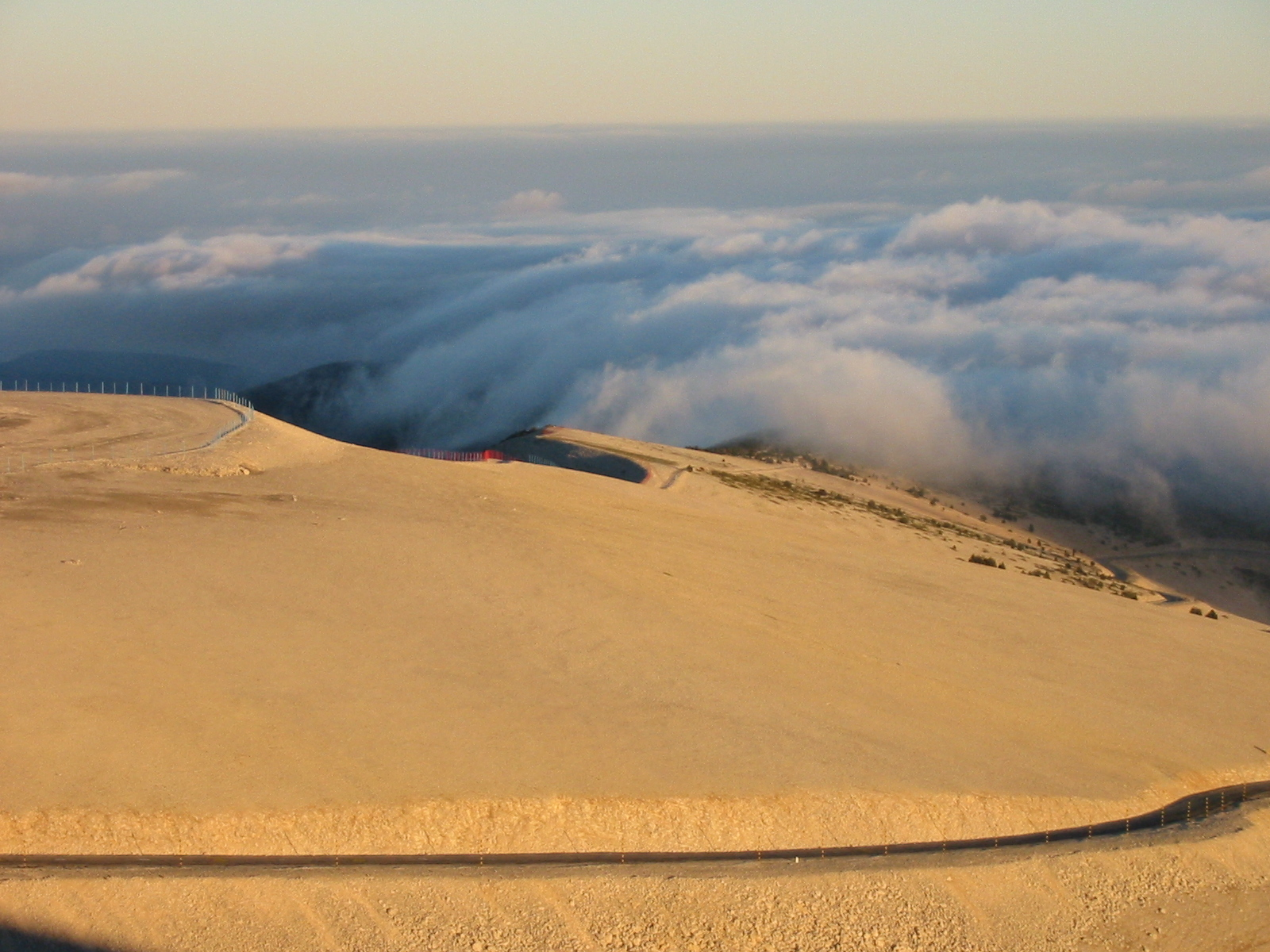
La route versant sud, vue du sommet.

Le 16 mai 2006, Jean-Pascal Roux a battu le record d'ascension en vingt-quatre heures par le seul côté de Bédoin, le plus noble mais aussi le plus difficile. Il a réussi la passe inédite de onze ascensions en vingt-quatre heures. Son record a été égalé quelques mois plus tard par Stéphane Rubio, autre coureur local, le 23 septembre 2006. Les 24 et 25 mai 2016, Stéphanie Gros a établi entre le virage de Saint-Estève et le Chalet Reynard le record du monde féminin de dénivellation positive en 24 heures en totalisant 14612 mètres.
Les 31 juillet et 1er août 2005, Jean-Michel Robert, un ancien coureur de catégorie Elite, a réalisé en un peu plus de 22 heures, neuf ascensions consécutives par Bédoin.
Le 28 juin 2004, Dominique Briand a réalisé, à la suite de Jean Pascal Roux, dix montées du géant de Provence en 22 h 42 min lors des Master Séries 2004, avec à son actif 3 montées par Bédoin, 3 par Malaucène et 4 par Sault.

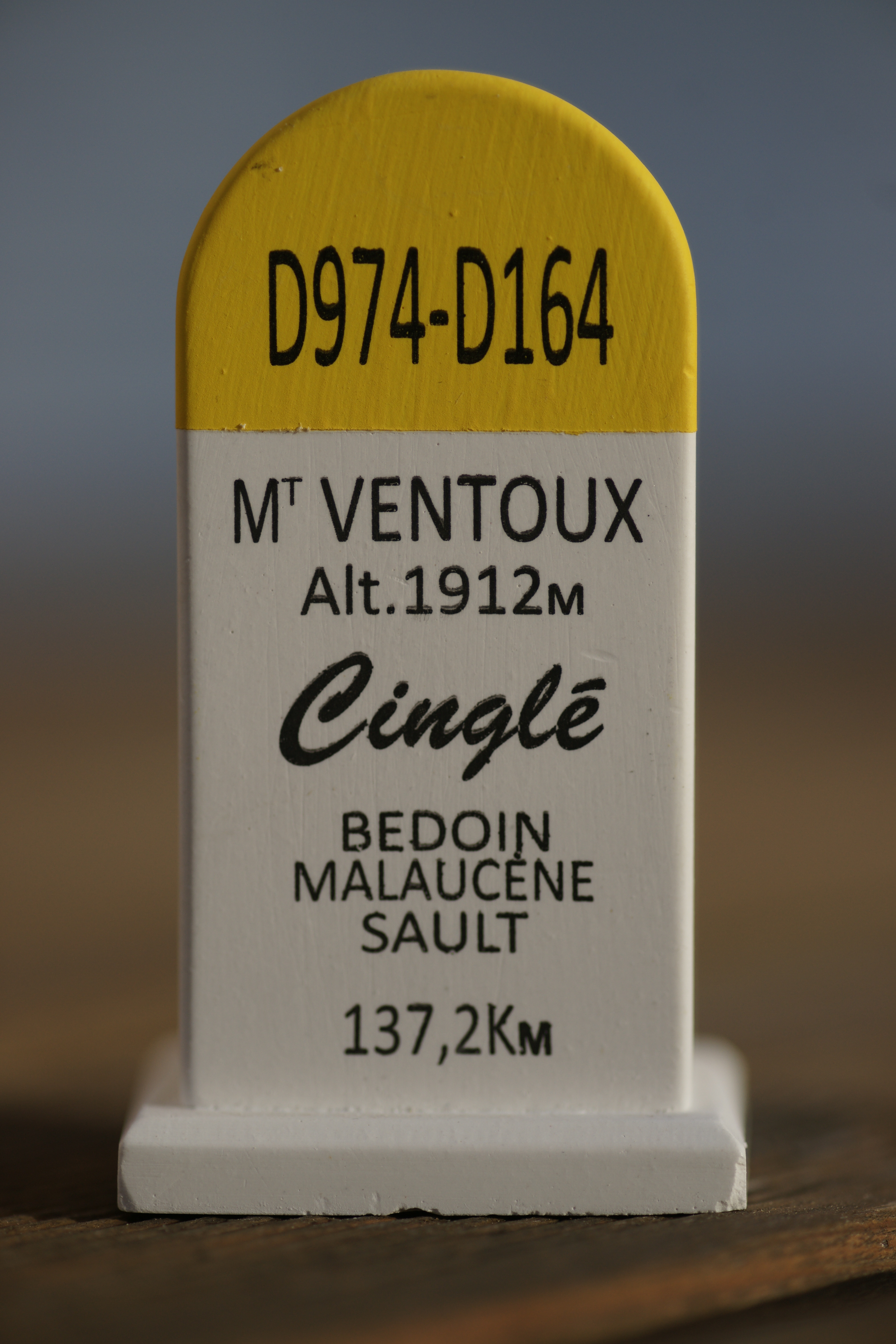
Mini borne routière évoquant les Cinglés du Ventoux.

Le 29 mai 2004, Jean-Pascal Roux, kinésithérapeute résidant à Bédoin, grimpeur de 1,88 mètre pour 76 kilos, a réalisé dix ascensions du mont Ventoux en 24 heures : 4 par Bédoin, 3 par Malaucène et 3 par Sault.
Il s'empare du record du monde qui était jusqu'alors de 7 montées en 24 heures.
Le 16 mai 2007, Lode De Paepe, ingénieur belge, a réussi quatre ascensions du Mont Ventoux en 24 heures, sur un unicycle. Plus anciennement, le professeur Bouteille avait réalisé l'ascension du Ventoux le 9 octobre 1952 en 2 h 2 min 45 s avec un vélo sans selle.

### Masterseries
Le Masterseries est un défi organisé chaque année fin juin ou début juillet, qui propose d'escalader le Ventoux un minimum de 5 fois Master, 3 ou 4 fois Expert, 1 ou 2 fois Challenger durant les 24 heures, avec ou sans assistance personnelle.
Les résultats :
- 2009 : 9 ascensions par Bédoin pour Mark Haycraft. 7 autres participants réussiront 8 ascensions par Bédoin. Le record féminin est établi par Isabelle Esclangon avec 8 montées par Bédoin.
- 2008 : 5 ascensions par Bédoin pour Pascal Bride et Joachim Mendler (épreuve sur 12 heures seulement).
- 2007 : 9 ascensions pour Jacky Deconihout.
- 2006 : 10 ascensions pour Stéphane Rubio. Les records de Jean-Pascal Roux et de Stéphane Rubio à 11 ascensions ont été réalisés indépendamment des Masterseries.
- 2005 : 8 ascensions pour Paul Moog et Jacky Deconihout.

(Jean-Michel Robert a réalisé 6 ascensions par Bédoin).
- 2004 : 10 ascensions pour Jean-Pascal Roux et Dominique Briand.
- 2003 : 7 ascensions pour Hervé Morel et Dominic Rose[43].

### Cyclosport
Chaque année au début du mois de juin se déroule la Ventoux-Beaumes de Venise, une cyclosportive qui débute dans le village de Beaumes-de-Venise avant d'attaquer l'ascension du Ventoux généralement par le versant sud puis de revenir à Beaumes-de-Venise avec des parcours de 170 km, 102 km ou 75 km.
Au début du mois de septembre se déroule une autre cyclosportive, les Routes du Ventoux, débutant à Villes-sur-Auzon avant d'attaquer le Ventoux par le versant nord et retourner à Villes-sur-Auzon par les Gorges de la Nesque avec au choix des parcours de 151 ou 101 km.